# Casa de Plantagenet

Blazonul lui Geoffrey Plantagenet

Anjou-Plantagenêt (în limba franceză [ɑ̃ˈʒu-ˌplɑ̃ntɑʒə'nɛ], în engleză [ɑːn'ʤuː-plæn'tæʤənɪt]) a fost o casă regală a Angliei. Primul ei reprezentant a fost contele Geoffrey de Anjou (1113-1151), supranumit Plante Genêt datorită blazonului său care înfățișa o tulpină de grozamă (Laburnum anagyroides), din 1144 duce al Normandiei. Neamul Plantagenet a fost pe tronul Angliei din 1154 până în 1399.
Primul Plantagenet pe tronul englez a fost Henric al II-lea al Angliei (din 1154), căruia îi urmară șapte capete încoronate. Mama lui Henric a fost împărăteasa Matilda, fiica lui Henric I al Angliei și nepoata lui William Cuceritorul, care fusese prin căsătoria cu împăratul Henric al V-lea pe tronul Sfântului Imperiu Roman. Pentru a cuceri tronul normand pentru Henric al II-lea, fiul ei din a doua căsătorie cu Geoffrey al V-lea de Anjou, ea s-a angajat într-o lungă luptă împotriva lui Stephen de Blois.
Henric al II-lea a întemeiat Imperiul Angevin, denumit așa după numele casei de Anjou, care cuprindea pe lângă Normandia și Anglia provinciile Maine, Anjou și Aquitania. Fiul său, Ioan Fără de Țară, a pierdut apoi mare parte a domeniilor din vestul Franței.
Richard al II-lea al Angliei a fost răsturnat în 1399 de pe tronul Angliei, pe care se perindară apoi în total șase regi ai caselor York și Lancaster, înrudite secundar cu Plantageneții. După moartea lui Richard al III-lea al Angliei în 1485 pe tron a urcat dinastia Tudor. Ultimul urmaș cunoscut al casei de Plantagenet a fost Eduard Plantagenet, cel de-al 17-lea earl de Warwick, care a fost executat în 1499. Prin linia secundară a casei de Beaufort era înrudit și Henric al VIII-lea al Angliei din casa de Tudor cu Plantageneții.

## Origini

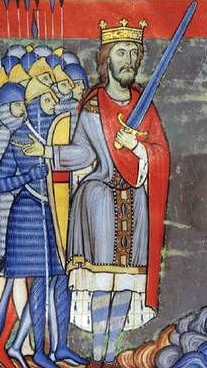
Henric al II-lea a devenit primul Plantagenet care a fost Rege al Angliei.

Angevinii, adică membrii Casei de Anjou, au fost o familie de origine francă, descendentă din nobili din secolul al IX-lea, numiți Ingelger. Aceștia au fost Conți de Anjou până în anul 870. Linia masculină al Ingelgerilor a dispărut în anul 1060. Casa de Plantagenet este descendentă de la Contele de Gatinais care s-a căsătorit cu sora ultimului Conte din Casa de Ingelger. Fulk, contele de Anjou, și-a căsătorit fiica, Alice, cu moștenitorul lui Henric I al Angliei, William Adelin,  pentru a aborda concurența din Normandia, însă nefericitul prinț a murit înecat pe mare. Fulk și-a căsătorit o altă fiică, Sibylla, cu William Clito, moștenitorul fratelui mai mare a lui Henric. Henric a anulat aceasta căsătorie considerând că este o amenințare pentru tron. În cele din urmă, Fulk și-a căsătorit fiul și moștenitorul său, Geoffrey, cu fiica lui Henric, Matilda. Acest lucru a dus la convergența Angevinilor, Casei de Normandia și a Casei de Wessex, pentru a forma Dinastia Plantagenet. Fulk a cedat toate titlurile sale lui Geoffrey și a plecat pentru a deveni Regele Ierusalimului. 
Richard de York, al 3-lea Duce de York, a fost cel care a adoptat numele Plantagenet, pentru el și urmașii săi, în secolul al XV-lea. Plantegenest a fost folosit ca poreclă în secolul al XII-lea, pentru Geoffrey. 
Nu se cunosc motivele pentru care Richard a ales acest nume specific pentru această Dinastie.

## Angevinii vin în Anglia

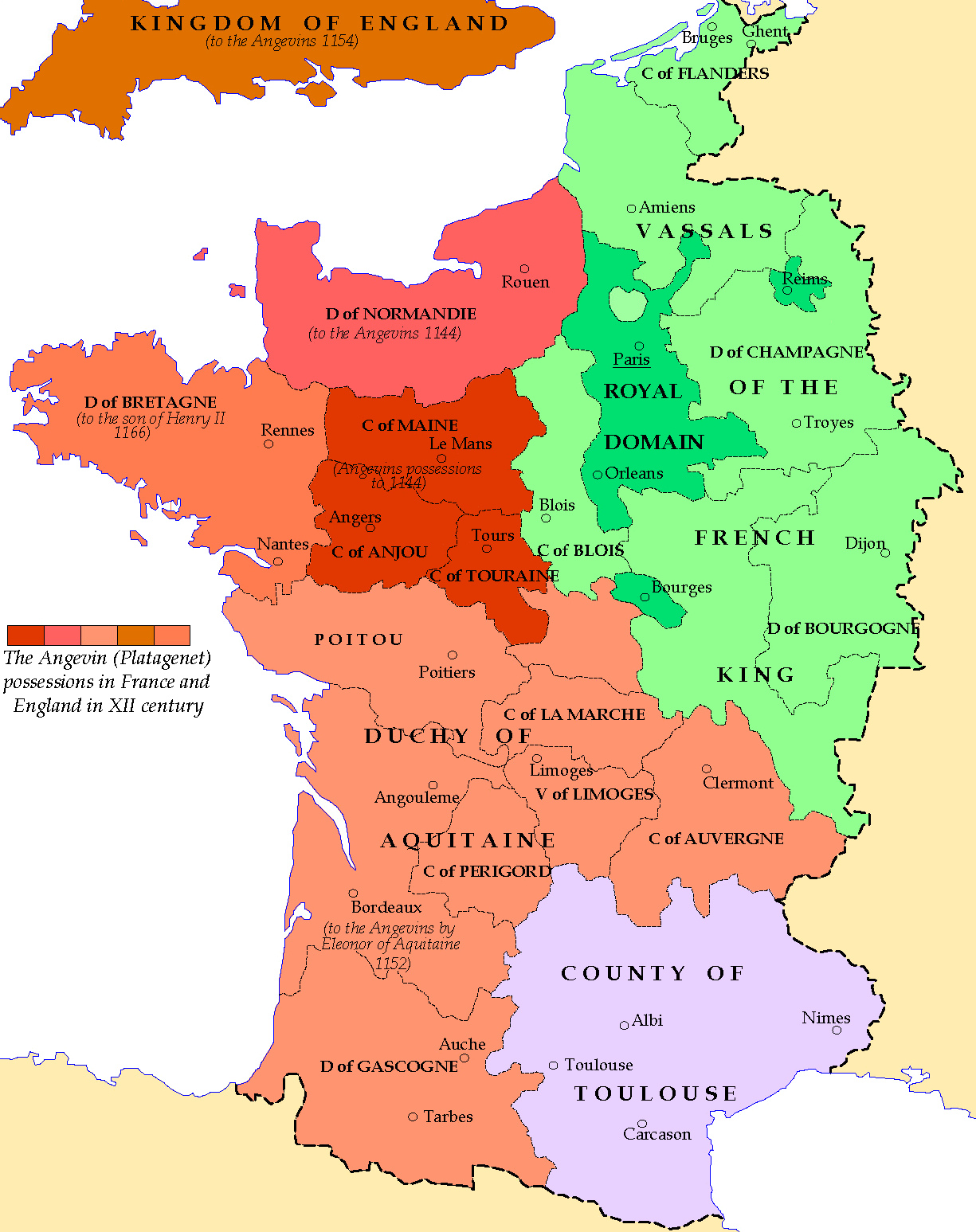
Posesiunile continentale deținute de Henric în 1154, așa-numitul Imperiu Angevin

Henric I al Angliei a numit-o pe fiica Matilda, moștenitoarea domeniilor sale (azi Anglia și Franța). Însă după moartea lui Henric, vărul său  Ștefan al Angliei s-a autoproclamat rege. Geoffrey nu a arătat un interes pentru Anglia, însă a sprijinit-o pe Matilda întroducând-o în Normandia pentru a-și prelua moștenirea. Matilda a ajuns în Anglia, pentru a-l provoca pe Ștefan, unde a fost declarată "Doamna Englezilor" care a dus un război civil numit ''Anarchie''. Când Matilda a fost forțată să-l elibereze pe Ștefan într-un schimb de ostatici pentru fratele ei vitreg, Robert, primul Conte de Gloucester, Ștefan a fost re-încoronat. Matilda nu a fost încoronată regină niciodată pentru că războiul a continuat fără să nici un rezultat concret. Cu toate acestea, Geoffrey a asigurat Ducatul de Normandia. Fiul Matildei, Henric al II-lea, prin căsătoria sa cu Eleanor de Aquitania, dobândise Ducatul de Aquitania, ceea ce îl făcea extrem de bogat. Cu abilitățile sale de negociator, acesta a tratat cu Baronii englezi și cu Regele Ștefan, care erau obosiți după războiul care părea să nu se mai termine, astfel au încheiat un acord, ''Tratatul de la Wallingford'' prin care Henric a fost recunoscut ca moștenitor al lui Ștefan.
Henric al II-lea al Angliei a văzut prin asta o oportunitate pentru a restabili ceea ce considera că îi aparține asupra Bisericii din Anglia, și de a reafirma privilegiile deținute de Henric I, atunci când Theobald, Arhiepiscopul de Canterbury, a murit, numindu-l pe prietenul său, Thomas Becket la conducere. Henric nu a fost de acord cu politica lui Becket, cu biserica să poată excomunica oficialii regali fără permisiunea lui, și să numească clericii, fără un acord din partea Romei. Becket s-a opus condițiilor lui Henric și a fugit în exil. Mai târziu, relațiile dintre ei s-au îmbunătățit, astfel Becket s-a putut întoarce. Însă relațiile s-au răcit din nou, atunci când Becket a văzut că Henric dorea ca încoronarea fiului său ca co-regent să fie făcută de Arhiepiscopul de York. A considerat că este o provocare asupra autorității sale, astfel i-a excomunicat pe toți cei care l-au jignit. La auzul acestei vești, Henric a rostit următoarea frază: Ce fel de trădători mizerabili am hrănit și promovat în casa mea, care își lasă stăpânul să fie tratat cu astfel de dispreț de către un funcționar rușinos. Drept răspuns, pentru a-l mulțumi pe Henric, trei dintre oamenii săi l-au asasinat pe Becket în Catedrala Canterbury, probabil din greșeală, după ce Becket s-a opus arestării. În Europa creștină, Henric a fost considerat complice la această crimă și a fost forțat să facă o demonstrație dramatică drept penitență, mergând desculț pe jos, în public, și lăsându-i pe călugări să-l biciuiască.
În 1155, Papa Adrian al IV-lea i-a dat binecuvântarea papală pentru a-și extinde puterea în Irlanda, în scopul reformării bisericii irlandeze. Henric i-a permis lui Dermont de Leinster sa recruteze soldați din Anglia și Țara Galilor, pentru a fi trimiși în Irlanda, inclusiv pe Richard de Clare, Conte de Pembroke, cunoscut sub numele de Strongbow. Pentru a scăpa de controversata acuzare de asainare asupra lui Becket, Henric a restabilit toate jurisdicțiile din Irlanda, numindu-se Marele Rege.
Când Henric al II-lea a încercat să-i dea fiului său mai mic, Ioan, cadoul de nuntă, adică trei castele, i-a determinat pe cei trei fii ai săi și chiar pe soția sa, să se revolte (1173 - 1174). Ludovic al VII-lea i-a încurajat pe cei trei fii, pentru a-l destabiliza pe cel mai mare rival al său și pentru a nu mai aștepta moștenirea, ci să o câștige prin luptă. William Leul și oamenii nemulțumiți de Henric, sau alăturat revoltei, luptând pentru scopurile lor proprii. Abia după 18 luni de conflict, Henric al II-lea a reușit să-i forțeze pe rebeli să se supună autorității sale. În Le Mans, în anul 1182, Henric și-a adunat copiii pentru a împărți moștenirea, astfel, fiul sau cel mare, Henric cel Tânăr, a moștenit Anglia, Normandia și Anjou, Richard a moștenit Ducatul de Aquitania, Geoffrey a primit Britania și Ioan a preluat Irlanda. Acest lucru declanșat un nou conflict, astfel că Henric cel Tânăr s-a revoltat din nou, însă la scurt timp a murit de dizenterie.
În anul 1186, Geoffrey a murit în urma unui accident în cadul unui turnir. Henric al II-lea, încă își dorea să aibă doar un singur moștenitor la tron, astfel, în 1189, Richard și Philip al II-lea al Franței au profitat de dezgustătorul Henric, cu mai mult succes. Henric al II-lea a fost forțat să accepte termenii de pace umilitori, numindu-l pe Richard ca moștenitor unic. Când Henric a murit la scurt timp după aceea, ultimele sale cuvinte pentru Richard au fost: Să mă ajute Dumnezeu să nu mor până nu mă voi răzbuna pe tine.

## Declinul Angevinilor

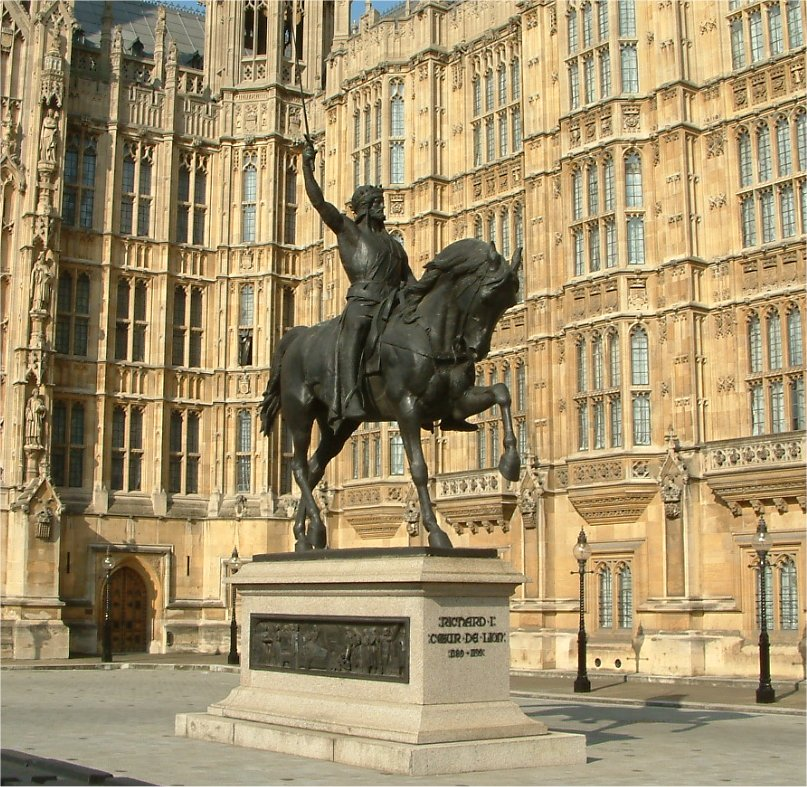
Statuia lui Richard Inimă de Leu în fața Palatului Westminster

În ziua încoronării lui Richard a avut loc un măcel în rândul evreilor, descris de Richard de Devizes ca un holocaust. A lăsat afacerile Imperiului Angevinilor deoparte și a plecat în „Cruciada Orientului Mijlociu” la începutul anului 1190. Opiniile lui Richard printre contemporanii săi erau amestecate. El a respins-o și umilit-o pe sora Regelui Franței; l-a detronat pe regele Cirpului și apoi a vândut insula; a insultat și a refuzat prada din cea de-a treia cruciadă a nobililor, cum ar fi Leopold al V-lea, duce de Austria, și s-a zvonit că aranjase asasinarea lui Conrad de Montferrat. Cruzimea sa a fost demonstrată prin masacrul a 2.600 de prizonieri din Acra. Cu toate acestea, Richard a fost respectat pentru măreția cu care își conducea armatele și pentru manierele delicate de nobil. El a obținut victorii în a treia cruciadă, însă nu a reușit să capete Ierusalimul, retrăgându-se din Țara Sfântă, însoțit doar de un mic gurp de adepți. Richard a fost capturat de Leopold atunci când se întorcea în Anglia. Custodia sa a fost predată lui Henric Leul care a cerut în schimbul eliberării sale un impozit de 25% din bunurile mobile și din venituri, plus răscumpărarea sa de 100.000 de mărci, cu o promisiune de 50.000 în plus. Filip al II-lea al Franței a câștigat o mare parte din Normandia în timp ce Ioan al Angliei controla o mare parte din imperiile lui Richard. La întoarcerea sa în Anglia, Richard l-a iertat pe Ioan și și-a restabilit puterea. În 1194, Richard a părăsit Anglia, unde nu mai avea să se întoarcă niciodată. A dus o luptă timp de cinci ani cu Filip al II-lea al Franței, pentru a-și recâștiga teritoriile confiscate în timpul încarcerării sale. Când a fost aproape de victorie, Richard a fost rănit de o săgeată, în timpul asediului de la  Châlus-Chabrol și a murit după o agonie de zece zile.
Eșecul lui Richard și datoria sa de a oferi moștenitorilor o succesiune, provocase o criză. Regiunile Anjou, Britania, Maine și Touraine l-au ales moștenitor pe nepotul său, Arthur, în timp ce Ioan a reușit să preia Anglia și Normandia. Cu toate acestea, Filip a avut posibilitatea de a destabiliza teritoriile Plantagenetilor de pe continentul european și de a-l sprijini pe Arthur pentru a prelua coroana engleză. Când forțele lui Arthur i-au amenințat mama, Ioan a câștigat o victorie importantă, căpătând întreaga conducere rebelă prin Bătălia de la Mirebeau. Arthur a fost ucis - se zvonește că a fost omorât de Ioan - iar sora sa, Eleanora avea să-și petreacă restul vieții în captivitate. Comportamentul lui Ioan a atras numeroșii Baroni francezi, care s-au aliat cu Filip. Revoltei baronilor normanzi și angevini a rupt controlului asupra posesiunile continentale care a dus la sfârșitul de facto al Imperiului Angevin, chiar dacă Henric al III-lea a menținut cererea până în 1259.
După restabilirea autorității sale în Anglia, Ioan a planificat să reintre in posesia Normandiei și Anjoului. Strategia a fost de a atrage francezii de la Paris în timp ce o altă armată, sub comanda lui Otto al IV-lea, Împăratul Roman, să atace din nord. Cu toate acestea, aliații săi au fost înfrânți în ''Bătălia de la Bouvines'', una dintre cele mai decisive și simbolice bătălii din istoria Franței. Bătălia a avut consecințe importante. Nepotul lui Ioan, Otto, s-a retras și a fost imediat răsturnat în timp ce regele Ioan a încheiat un acord de armistițiu de cinci ani cu regele Filip. Victoria decisivă a lui Filip a fost crucială, conducând politica atât în Anglia cât și în Franța. Bătălia a fost un rol esențial în formarea monarhiei absolute în Franța.

## Magna Carta și Primul Război al Baronilor

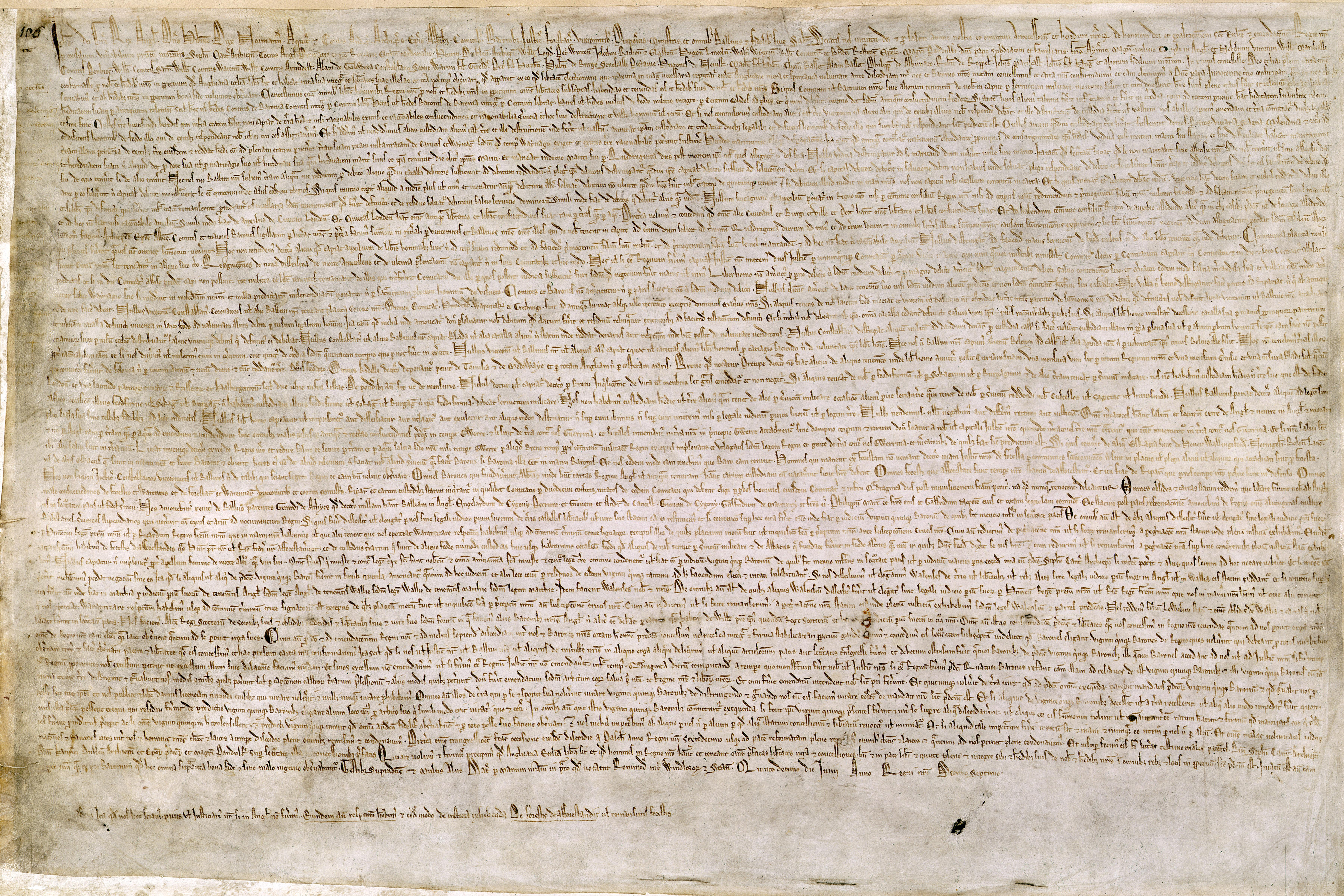
Unul din cele patru documente din Magna Carta din anul 1215

Infrângerile lui Ioan în Franța au slăbit poziția sa în Anglia. Rebeliunea vasalilor săi englezi au dus la implementarea tratatului numit Magna Carta, care a limitat puterea regală și a restabilit dreptul comun. Acest lucru a stat la baza fiecărei bătălii constituționale a secolelor XIII și XIV. Cu toate acestea, atât baronii cât și regele nu au reușit să respecte termenii din Magna Carta, ceea ce a dus la Primul Război al Baronilor, în care baronii rebeli au invitat invadatorii Prințului Ludovic. Această perioadă este considerată de unii istorici, ca fiind sfârșitul perioadei Angevinilor și începutul Dinastiei Plantagenet, cu moartea lui Ioan și numirea lui William Marshall ca regent a lui Henric al III-lea, în vârsta de 9 ani. Marshal a câștigat victorii în bătăliile de la Lincoln și Dover, în 1217, ceea ce a dus la Tratatul de la Lambeth, prin care Ludovic a renunțat la pretențiile sale asupra tronului englez. Marshal a emis din nou acordul Magna Carta ca o asigurare pentru viitorul guvern.
Henric al III-lea, și-a arătat ostilitatea tipică Plantagenetilor și antisemitismul medieval exigent, prin impozitarea evreilor cu taxe enorme, între anii 1219 și 1272, strângând suma de 200.00 de mărci. Henric a făcut încercări nereușite de a revendica Normandia și Anjou. În ciuda Trataului de la Lambeth din 1217, ostilitățile au continuat și Henric a fost nevoit să facă concesii constituționale importante pentru noul rege Ludovic al VIII-lea al Franței și pentru tatăl său vitreg, Hugh al X-lea de Lusignan. Henric a văzut o asemănare între el și Anglia, atunci când Edward Confesorul a purtat lupta cu nobilii săi, astfel, primului său fiu a primit un nume anglo-saxon: Edward.
Baronii au rezistat prin furnizarea de soldați și bani necesari pentru a sprijini războiul în care trebuiau să restabilească teritoriile Plantagenetilor pe continent. Pentru a-i motiva și pentru a nu se confrunta cu o situație similară cu cea a tatălui său, Henric a republicat Magna Carta în schimbul unei taxe, reușind să strângă incredibila sumă de 45.000 de lire englezești. Acest lucru a fost adoptat într-o adunare a baronilor, episcopi și magnați, prin care au fost dezbătute și discutate în comunitatea politică, prerogativele feudale ale regelui. Papa i-a oferit lui Richard, fratele lui Henric, Regatul Siciliei, însă a recunoscut că prețul pentru acest lucru era prohibitiv.
Matthew Paris a scris că Richard a răspuns: Îți voi face cadou luna - mergi până acolo și adu-o jos. În schimb, Henric a achiziționat împărăția pentru fratele său Edmund Crouckback, primul Conte de Lancester, faptă care a atras furia multor baroni puternici. Henric a lăsat o moștenire de lungă durată în proiectele sale arhitecturale, care costau 3.000 de lire pe an, incluzând și Westminster Abbey, Castelul Windsor și orașul Harwich. Falimentul în cheltuielile sale militare, l-a forțat pe Henric să fie de acord cu Prevederea de la Oxford, și a baronilor conduși de cumnatul său, Simon de Montfort, care își plătise datoriile în schimbul reformelor substanțiale. De asemenea, a fost obligat să fie de acord cu Tratatul de la Pris al lui Ludovic al IX-lea al Franței, prin care recunoștea pierderea ducatului de Normandia, Maine,Anjou și Poitou, păstrând doar Insulele Canalului. În schimb, Ludovic și-a retras sprijinul acordat rebelilor englezi, a cedat trei episcopii și orașe și a plătit o chirie anuală prin care poseda regiunea Agenais. Prin acest acord, regele Angliei trebuia să plătească un omagiu monarhului francez, rămânând fidel francezilor, însă numai pe teritoriul lor. Acesta a fost una dintre cauzele indirecte ale Războiului de O Sută de Ani.

## Al doilea război al Baronilor și înființarea Parlamentului

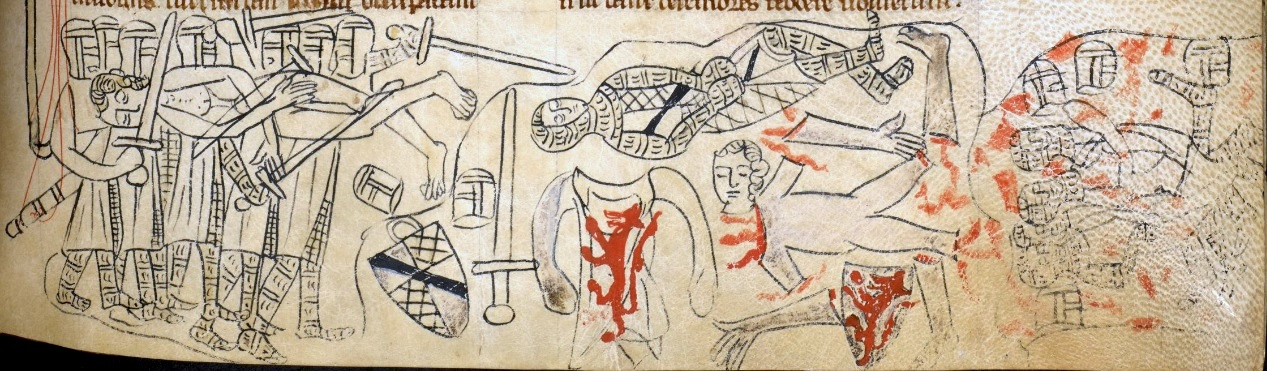
Moartea și asasinarea lui Simon de Montfort în Bătălia de la Evesham

Conflictul între baroni și rege s-a intensificat, iar Henric a repudiat dispozițiile de la Oxford din 1261. Henric a obținut o bulă papală în 1261, prin care avea dreptul să renunțe la jurămantul său, apoi ambele părți au început să-și ridice armele. Prințul Edward, fiul cel mare a lui Henric, a fost ispitit să se alăture lui Simon de Montfort, și a sprijinit susținerea Parlamentului în absența tatălui său, înainte de a decide să fie de parte tatălui său. Baronii comandati de Montfort au capturat cea mai mare parte a sud-estului Angliei în Bătălia de la Lewes din 1264, iar Henric și Edward au fost învinși și luați prizonieri. Montfort a convocat Marele Parlament, considerând a fi primul Parlament cu acest nume, pentru că era pentru prima dată când orașele și burghezii își trimiteau reprezentanți. Edward a reușit să scape, a strâns o armată și l-a învis și omorât pe Montfort în Bătălia de la Evesham din 1265. S-a răzbunat pe rebelii barbari și a restaurat autoritatea Regelui Henric. Edward a pacificat tărâmul și a părăsit Anglia pentru a se alătura lui Ludovic al IX-lea, în cea de-a Noua Cruciadă. A fost una dintre ultimele cruciade care avea drept scop recuperarea Țării Sfinte. Ludovic a murit înainte de sosirea lui Edward, însa Edward a decis să continue. Supraviețuind unei tentative de omor, Edward a plecat în Sicilia, și nu avea să se mai alăture nici unei cruciade. Stabilizarea structurii politice în Anglia a fost demonstrată atunci când Henric a murit și fiul său, Edward, la urmat la tron. Baronii i-au jurat credință chiar dacă el nu s-a întors în țară timp de doi ani.

## Cucerirea Țării Galilor
Principatul lui Llywelyn Gruffydd
     Teritoriile cucerite de Llywelyn Gruffydd
     Teritoriile vasalilor lui Llywelyn
     Domeniul lorzilor si baronilor din Marcher
     Domeniile lorzilor ale Regelui Angliei

Țara Galilor după Tratatul Montgomery 1267
Principatul lui Llywelyn Gruffydd
Teritoriile cucerite de Llywelyn Gruffydd
Teritoriile vasalilor lui Llywelyn
Domeniul lorzilor si baronilor din Marcher
Domeniile lorzilor ale Regelui Angliei

De la începuturile domniei sale, Edward a căutat să organizeze teritoriile moștenite. Un adept al cultului Regelui Arthur, a încercat să pună în aplicare revendicarea supremației asupra Insulelor Britanice. Țara Galilor era formată dintr-un număr de principate, adesea în conflict unele cu altele. Llywelyn Gruffydd care deținea partea de nord, plătind contribuții regelui englez, în conformitate cu Tratatul de la Woodstock, însă a profitat de războaiele civile pentru a-și consolida poziția proclamându-se Prinț de Wales și susținând că principatul galez este al lui, complet separat de Anglia. Edward l-a considerat pe Llywelyn un rebel și un tulburător al păcii. Determinarea lui Edward, experiența militară și iscusința cu care își folosea navele s-a încheiat cu independența Țării Galilor, trimițându-l pe Llywelyn în munți (mai târziu, acesta a murit în luptă). Statutul Rhuddlan s-a extins, anexând Țara Galilor la Regatul Angliei. Când fiul lui Edward s-a născut, acesta a fost proclamat primul Prinț de Wales. Campania galeză a lui Edward a strâns una dintre cele mai mari armate adunate vreodată de un rege englez, într-o combinație formidabilă de cavalerie Anglo-Normanda și de arcași galezi, care mai târziu a adus victoria asupra Franței. Edward a cheltuit în jur de 173.000 de lire pe cele doua campanii galeze, și a construit o rețea de castele pentru a-și asigura controlul.

## Schimbarea constituțională și reforma feudalismului
Campaniile lui Edward l-au băgat în datorii. Pentru a-și plăti datoriile, a fost necesar să obțină sprijinul național de la proprietarii de terenuri mai mici, negustori și comercianți, pentru a ridica impozitele prin intermediul parlamentelor. Când Filip al IV-lea al Franței i-a confiscat ducatul de Gasconia în 1294, Edward a avut nevoie de mulți bani pentru a purta un război cu Franța, astfel a convocat precedentul de stabilire, cunoscut sub numele de Parlamentul Model, care era compus din baroni, clerici, cavaleri și osteni.
Edward și-a impus autoritatea asupra Bisericii cu ajutorul Legii Mortmain care interzicea donarea terenurilor Bisericilor, afirmând drepturile Coroanei în detrimentul privilegiilor tradiționale feudale,  promovând administrarea uniformă a justiției, ridicând veniturile și codificând sistemul juridic. A adăugat, de asemenea, rolul Parlamentului și dreptul comun prin intermediul legislației, studierea administrației locale și codificarea legilor provenite de la Magna Carta prin Statutul de la Westminster din 1275. De asemenea, a adoptat reforme economice asupra exporturilor de lână, încasând din taxele vamale suma de 10.000 de lire pe an. Jurisdicția feudală a fost reglementată de către ''Legea de la Gloucester și Quo Warranto''. Aplicarea Legii de la Winchester a adus autoritate Plantagenetilor. Legea de la Westminster din 1285 permitea păstrarea moșiilor în familie: chiriașii puteau deține proprietățile pe viață însă nu aveau permisiunea să le vândă.
Persecuția evreilor și excluderea lor din Magna Carta a dus la expulzarea lui Edward din Anglia. Creștinilor le-a fost interzis, de dreptul canonic, de a acorda împrumuturi cu dobândă, astfel evreii au jucat un rol economic important. La rândul lor, Plantagenetii au profitat de statutul evreilor, pentru a-i impozita în voie, fără a fi nevoie de citarea Parlamentului.
Primul pas major al lui Edward față de expulzarea evreiasca a fost ''Legea Evreilor'', care surghiunea camăta și le-a oferit evreilor, 15 ani pentru a-și cumpăra terenurile agricole. Cu toate acestea, prejudiciul i-a determinat pe evrei să se ocupe de comerț și agricultură, ceea ce le era imposibil. Edward a încercat să-și achite datoriile prin expulzarea evreilor din Gasconia, confiscându-le proprietățile și transferându-și toate datoriile restante care trebuiau plătite. Cererile sale asupra impozitelor și taxelor creșteau, astfel a explulzat toți evreii din țară.

## Războiul Anglo-Saxon

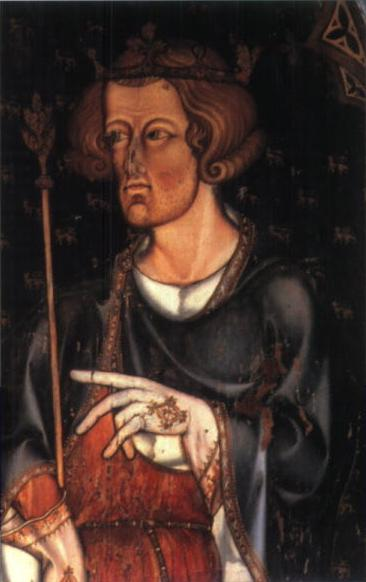
Edwaurd și-a impus autoritatea asupra Bisericii și a societății feudale, anexand Țara Galilor și invadând Scoția

Edward susținea că regele Scoției îi datora supunere, lucru care a inveninat relațiile anglo-saxone pentru tot restul domniei sale. 
Edward intenționa să creeze o dublă alianță prin căsătoria fiului său Edward cu Margareta de Norvegia, unica moștenitoare a lui Alexandru al III-lea al Scoției. Ideea părea să fie accepatată de cea mai mare parte a scoțienilor, astfel Edward a trimis o corabie în Norvegia pentru a o aduce pe prințesă. Prințesa nu a suportat grelele condiții de trecere a mării, astfel a murit pe drum iar marii seniori scoțieni începuseră să-și dispute dreptul asupra coroanei.
Edward, l-a ales ca arbitru, pe John Balliol, care fusese încoronat la Scone, cerându-i noului rege să-l recunoască drept suzeran. Când Edward a anunțat că un împricinat, a cărui cerere a fost respinsă de curtea scoțiană, va putea în viitor să facă apel la tribunalele engleze, John Balliol a intrat în alianță cu regele Franței, adevrsarul lui Edward din pricina Gasconiei. Edward a intrat cu oastea sa în Scoția și l-a făcut prizonier pe Balliol. A impus Scoției să adopte legile englezești însă nu se așteptase să se izbească de o rezistență atât de mare, nu din partea baronilor, ci din partea poporului scoțian, care, sub conducerea unui cavaler, William Wallace, s-au răsculat.
În 1305, când Edward s-a crezut stăpânul întregii țări, Robert Bruce a răsculat poporul scoțian din nou și a fost încoronat la Scone. Regele Angliei era acum bătrân și infirm, însă jurase să zdrobească revolta scoțienilor. Această ultimă campanie din Scoția îi pusese capăt vieții. Pe patul de moarte, își luase rămas bun de la fii săi. Ceruse ca 100 de cavaleri să-i ducă inima în Țara Sfântă, să nu-i fie înmormântat trupul înainte de a înfrânge scoțienii și oasele sale să fie purtate în fruntea bătăliei, în așa fel încât, deși mort, să poată să își conducă armatele la victorie, așa cum ar fi făcut dacă mai era în viața. 
Încoronarea lui Edward al II-lea al Angliei a avut loc în 1307. La început, noul rege era popular, însă s-a confruntat cu trei provocări: Nemulțumirea asupra finanțării războaielor, cheltuielile sale personale și rolul lui Piers Gaveston(amantul regelui). Când Parlamentul a decis ca Gaveston să fie exilat, regele nu a avut ce să facă decât să se supună. Regele s-a luptat pentru întoarcerea lui Gaveston, însă comportamentul său devenise reproșabil astfel regele a fost forțat să accepte numirea exilul său în Irlanda. Nu după mult timp, regele îl aduce înapoi în Anglia. Episcopii îl excomunică pe Gaveston iar regele fuge cu amantul său, părăsindu-și soția însărcinată în trei luni.
În cele din urmă, Gaveston a fost capturat de contele de Pembroke și decapitat, înainte ca regele să-l poată salva.
După moartea lui Gaveston regele crește puterea nepotului său prin alianță, (care de asemenea, era cumnatului lui Gaveston) Hugh le Despenser cel Tânăr. Baronii au fost indignați de privilegiile acordate atât tată cât și fiu, ambii numiți Hugh le Despenser, în special când Despenser cel Tânăr a început în 1318 eforturile pentru a-și procura pentru sine titlul de conte de Gloucester și domeniile asociate acestui titlu.

## Războiul de o sută de ani
Principalele cauze ale Razboiului de o suta de ani au fost urmatoarele: disputele teritoriale, pretentiile dinastice si competitia economica.
Are loc o dispută între Franța și Anglia după refuzul lui Eduard de a aduce un omagiu regelui francez pentru teritoriul Gasconia. După mai multe încercări de a-și recâștiga teritoriul, Eduard își trimite soția să negocieze termenii de pace. Isabela ajunge în Franța în martie 1325. Are ocazia să-și viziteze familia și de a scăpa de rege și Despensers și de ceea ce detestă mai mult.
În Franța întâlnește un nobil exilat, pe nume Roger Mortimer, care îi împărtășește ura față de regele pederast. Se îndrăgostește de el, devine amanta lui și la îndemnul acestuia începe să adune o armată pentru a-și răsturna de pe tron soțul. Când suita Isabelei, care era credincioasă regelui Eduard, revine în Anglia la 23 decembrie, îi aduce acestuia vestea șocantă a alianței cu Roger Mortimer și planul invaziei Angliei.
În septembrie 1326, Mortimer și Isabela invadează Anglia. Eduard a fost uimit de numărul mic de soldați și imediat a început să strângă o armată numeroasă care s-o zdrobească pe a lor. Totuși, un mare număr de bărbați au refuzat să lupte împotriva lui Mortimer și a reginei. Eduard a pus o recompensă de o mie de livre de aur pe capul lui Mortimer. Isabella a oferit două mii de livre pentru tânărul Despenser. Tatăl acestuia a fugit către Bristol dar orașul și-a deschis porțile în fața armatei reginei. Bătrânul Despenser a fost prins și spânzurat. Eduard, care era însoțit de Hugh cel tânăr, avea tot mai puțini suporteri.
În cele din urmă, în noiembrie 1326 a fost prins Hugh cel Tânăr și condamnat la o moarte dezonorantă și dezgustatoare: mai întâi i s-au tăiat organele sexuale, ca eretic și sodomit, apoi decapitat. Regina l-a declarat pe suveran „nebun și probabil răpit de Iele” și l-a închis în Turnul Londrei. În septembrie 1327, Eduard a fost ucis în închisoare, cu acceptul tacit al reginei.
Peste patru ani, regele va fi răzbunat de fiul său, care-l va ucide pe Mortimer și o va alunga pentru totdeauna de la curte pe mama sa, Isabela.

## Războiul de o sută de ani - Lupta lui Eduard al III-lea

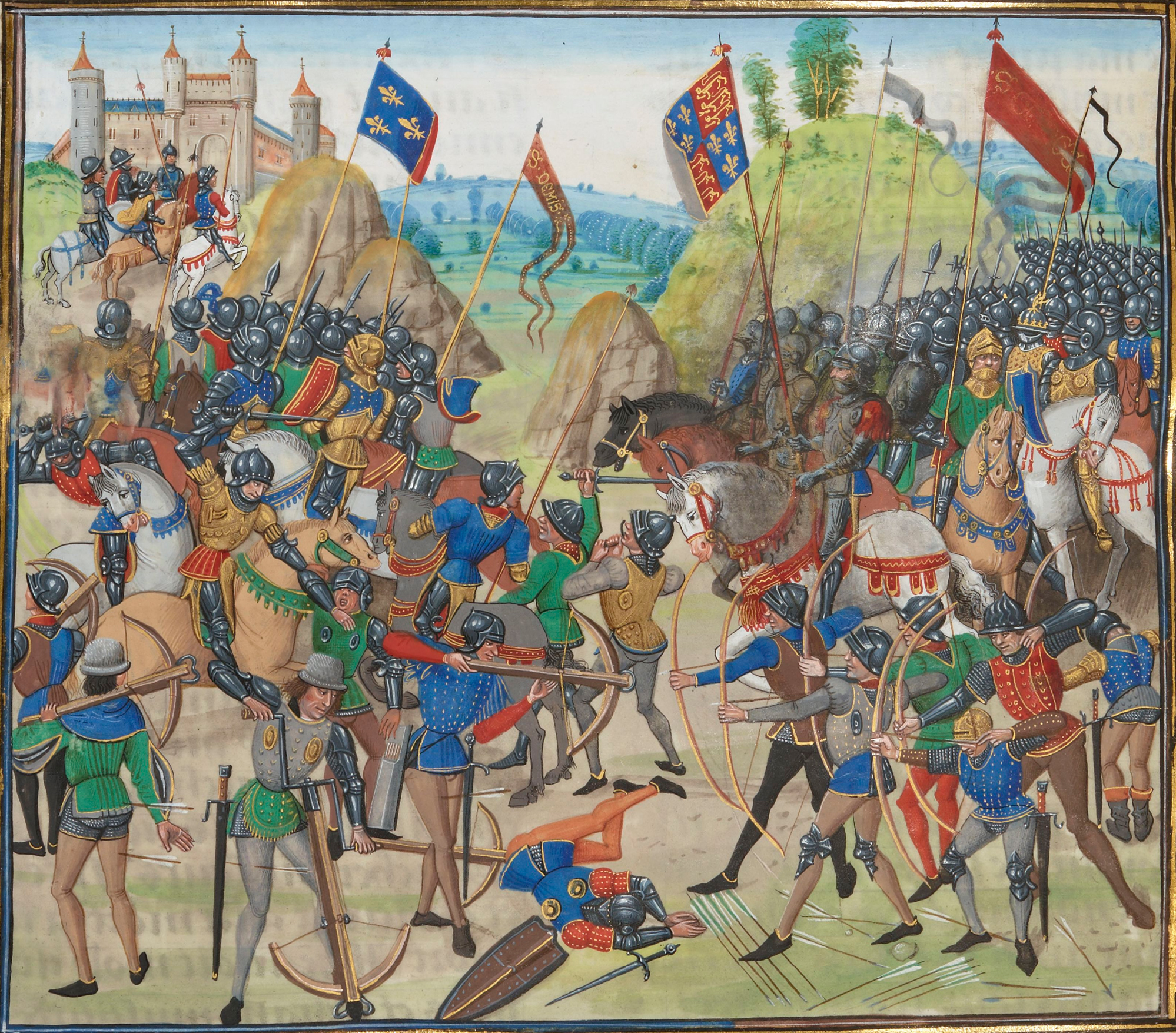
Victoria din Bătălia de la Crécy un important succes pentru Plantageneți in Războiul de 100 de Ani în Franța.

Eduard a repudiat Tratatul de la Northampton care a fost semnat în timpul regenței, reînnoind astfel cererile suveranității engleze asupra Scoției rezultând cel de-Al Doilea Război Scoțian de Independență.
Intenționând să recâștige ceea ce englezii au deținut, el a câștigat din nou controlul asupra Berwick în 1333 prin victoria decisivă în Bătălia de la Halidon Hill în fața forțelor conduse de David al II-lea al Scoției. Deși Eduard al III-lea a desfășurat largi operațiuni militare, în 1337, David al II-lea a recuperat marea majoritate a Scoției, lăsând doar câteva castele, cum ar fi Edinburgh, Stirling Roxburgh în posesia Plantagenet. În perioada 1338-1339, Eduard a trecut de la o politică de cucerire la una de control.
Franța a reprezentat o problemă pentru Eduard al III-lea din mai multe motive: în primul rând, regele Franței, Filip al VI-lea l-a protejat pe David al II-lea al Scoției în exil și a sprijinit raiduri scoțiene în nordul Angliei. În al doilea rând francezii au atacat mai multe orașe de coastă ale englezilor, lucru ce a condus la constituirea zvonurilor legate de o invazie la scară largă. În al treilea rând, posesiunile lui Eduard al III-lea din Franța au fost puse sub amenințare în 1337; Filip al IV-lea a confiscat ducatul de Aquitaine și regiunea Ponthieu.
Eduard emite pretenții la tronul Franței susținând că este singurul descendent masculin al regelui Filip al IV-lea, care era bunicul său pe linie maternă. Francezii au invocat Legea Salică de succesiune și au respins revendicarea regelui Angliei numindu-l moștenitor pe nepotul regelui Franței, Filip al VI-lea, care a domnit între anii 1328-1350. Eduard începe războiul împotriva Franței și își construiește alianțe. În 1338, Ludovic al IV-lea, împărat al Sfântului Imperiu Roman îi promite sprijinul său. Singurul rezultat militar important în urma acestor alianțe a constituit-o victoria navală de la Sluys, din 24 iunie 1340, când 16.000 de soldați și marinari francezi au murit.

În 1356, în timp ce Eduard lupta în partea de nord a Franței, fiul său cel mare, Prințul Negru, a câștigat o mare victorie în bătălia de la Poitiers, unde este capturat regele Franței Ioan al II-lea. 

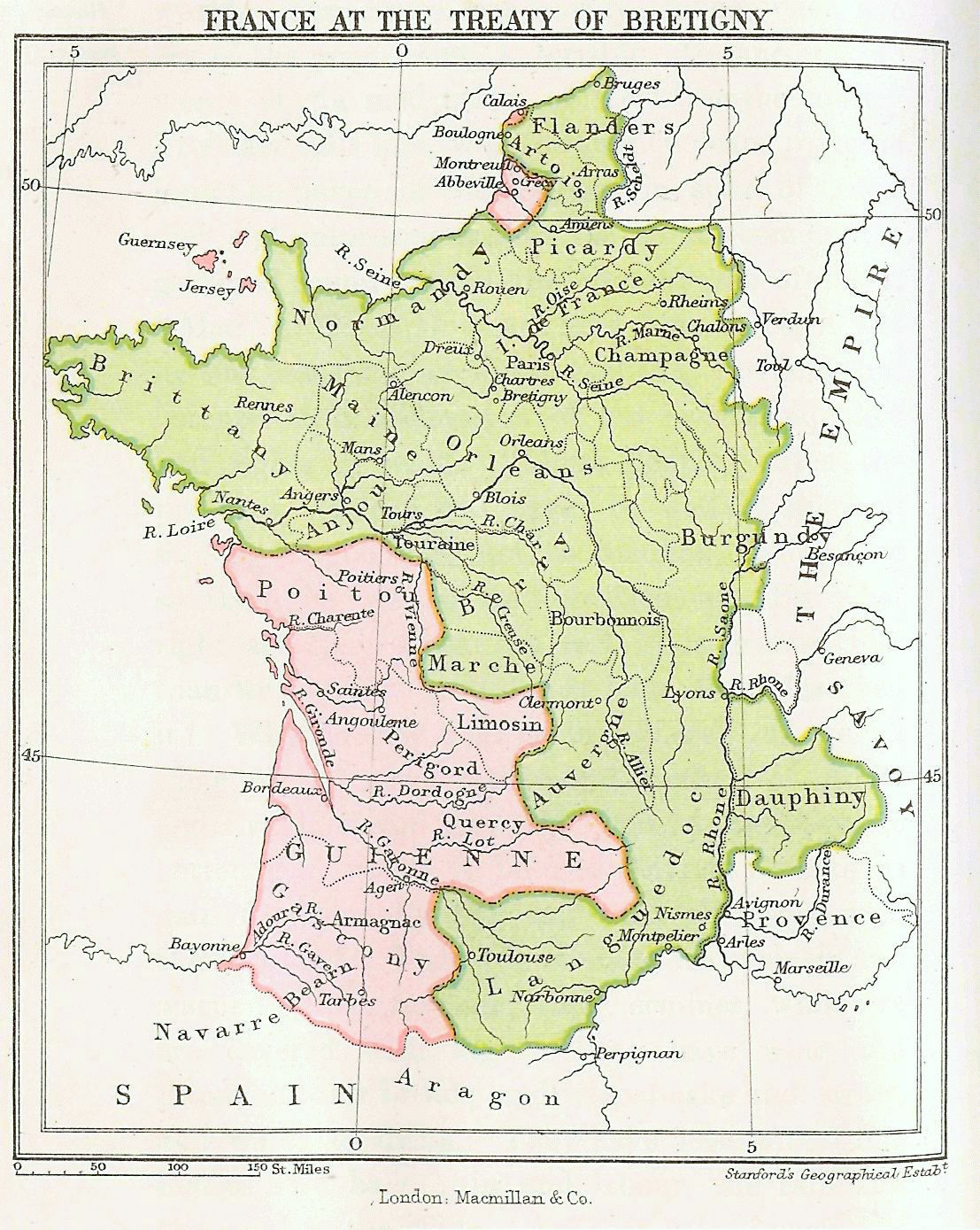
Zona câștigată de Anglia (roz) prin Tratatul de la Bretania

După o succesiune de victorii, englezii aveau posesiuni importante în Franța, regele francez era prizonier în Anglia și administrația franceză era aproape în totalitate în colaps. Pretenția lui Eduard la coroana franceză părea accesibilă. Totuși, campania din 1359 nu a fost concludentă. În 1360, Eduard acceptă Tratatul de la Brétigny prin care el pretinde că a renunțat la tronul francez dar dorește garantarea posesiunilor sale din Franța.

## Războiul de o sută de ani - Carol al V-lea al Franței și Richard al II-lea al Angliei

Franța la armistițiul din 1389: un mozaic de teritorii feudale cu teritoriile Plantagenetilor reduse la Calais, Insulele Anglo-Normande, Brest, Bordeaus și Bayonne

Carol al V-lea al Franței s-a remarcat ca unul dintre marii regi din perioada acestui lung conflict, datorită faptului că a pus accent pe pregătirea militară și a fost ajutat de generalii săi. Aceștia erau conetabilii Du Guesclin și Clisson, care au reușit să realizeze o strategie elaborată împotriva englezilor, construind pe teritoriul francez mai multe fortificații care aveau rolul de a evita lupta și de a-i obliga pe soldații englezi să își irosească forțele. Planul anterior a funcționat atât de bine încât s-au recuperat aproape toate teritoriile pierdute in fața englezilor.
Franța a fost favorizată și de incapacitatea de a se crea un imperiu continental englez, dar în special de faptul că Anglia a pierdut titlul de "regină a mărilor" din cauza slăbiciunilor diplomatice ale noului prinț care au dus la o coaliție franco-castiliană. După aceea o flotă a britanicilor a fost distrusă la La Rochelle, si corăbiile continentalilor puteau intra pe Tamisa. Ele atacau orașele de pe coastă și au pornit perioada de glorie franceză în Războiul de 100 de Ani.
În Franța, timp de un deceniu, ca urmare a Tratatului de la Bretania a fost o perioadă relativ liniștită, dar la 8 aprilie 1364 Ioan al II-lea moare în captivitate în Anglia. Tronul Franței este ocupat de energicul Carol al V-lea, care a apelat la ajutorul lui Bertrand du Guesclin. În 1369, războiul cu Franța a reînceput și, responsabilitatea campaniei militare este dată celui de-al treilea fiu al lui Eduard, Ioan de Gaunt. Campania eșuează și cu Tratatul de la Bruges din 1375, marile posesiuni engleze din Franța au fost reduse doar la cele din orașele de coastă Calais, Bordeaux și Bayonne.
Eșecul militar și presiunea fiscală asociată campaniei a condus la nemulțumiri în Anglia. În special criticile au fost îndreptate către câțiva dintre cei mai apropiați consilieri ai rgelui. Lordul Chamberlain William Latimer și lordul John Neville au fost înlăturați de pe funcțiile lor. Amanta regelui, Alice Perrers, care era privită ca deținând putere prea mare, a fost îndepărtată de la curte.
În jurul anului 1375, Eduard juca un rol limitat la guvernare. În septembrie 1376 el cade bolnav la pat. După  o scurtă perioadă de revenire începând cu luna februarie, regele moare de un accident vascular cerebral (unele surse spun gonoree ) la 21 iunie. A fost urmat la tronul Angliei de nepotul său, Richard al II-lea, deoarece fiul său, Prințul Negru, murise la 8 iunie 1376.
Prin 1383 Richard a demonstrat inițiativa sa personală în alegerea prietenilor și a consilierilor, incluzând două figuri de o importanță deosebită, Sir Simon-Burley, fostul său tutor și aliatul lui Burley, Sir Michael de la Pole, cancelar din anul 1383.
În octombrie 1386 a fost o criză majoră în Parlament. Parlamentul, sub presiunea unei grupări a nobililor numită "Lords Appellant", a cerut lui Richard să elimine consilierii nepopulari. Richard a refuzat spunând că deoarece el este încă minor, Consiliul Guvernului ar conduce în locul său. Contele de Arundel, liderul grupării "Lords Appellant" a fost arestat la porunca lui Richard; mica armată a regelui condusă de Robert de Vere a fost învinsă de forțele Lorzilor iar Richard a fost închis în Turnul din Londra. Ulterior, Richard a fost de acord să dețină un parlament cu scopul de a rezolva plângerile Lorzilor; consilierii nepopulari au fost eliminați (opt fiind executați pentru trădare iar ceilalți exilați). Richard a fost forțat să accepte noii consilieri iar autoritatea sa a fost temporar diminuată.
Pentru că Richard tot nu avea copii, moștenitorul tronului era Roger Mortimer, conte de March (nepotul lui Lionel de Antwerp, care era fiul lui Eduard al III-lea) iar după decesul acestuia în 1398, fiul său cel mare în vârstă de 7 ani, Edmund Mortimer. Totuși, Richard era mai preocupat de fiul lui Gaunt, Henry Bolingbroke. După decesul lui Gaunt, Richard a confiscat terenurile lui Bolingbroke, urmărind aceeași politică ca a lui Henric al II-lea și Eduard I de a centraliza puterea coroanei.
Richard a renunțat la campania din Irlanda care dădea oportunitatea lui Bolingbroke să ceară terenurile deținute de tatăl său în Yorkshire. Modul autocratic a lui Richard de a conduce era nepopular în rândul multor nobili, facilitând lui Bolingbroke câștigarea rapidă a controlului în sudul și estul Angliei. Inițial, Bolingbroke a vrut doar să-și recupereze moștenirea. În timp ce Richard era în Țara Galilor, profitând de absența regelui și de nemulțumirea crescândă, Bolingbroke a fost îndemnat să se încoroneze.

## Sfârșitul Dinastiei Plantageneților
Richard a fost capturat la castelul Flint, în Țara Galilor și dus la Londra, unde foarte mulți au aruncat în el cu gunoi. A fost ținut în Turul Londrei și forțat să abdice. La cererea sa, a fost adus în fața Parlamentului, unde în mod oficial a renunțat la coroană. Parlamentul l-a acceptat pe Henry Bolingbroke drept noul rege.
Richard a fost dus la castelul Pontefract, unde a murit în jurul celei de-a doua săptămână din februarie 1400. Se consideră că a murit înfometat sau ucis.

## Arborele genealogic
Acest arbore genealogic include numai membrii de sex masculin ai Casei  de Plantagenet, care s-au născut legitim.
|                                     |                                     |                                           |                                           |                                             |                                             |                                             |                                             |                                             |                                             |                                     |                                     |                                     |                                     |                                     |                                     |                                    |                                    |                                                |                                                |                                                |                                                |                                                |                                                |                                     |                                     |                                             |                                        |                                        |                                        |                                        |                                        |                                      |                                      |                                       |                                       |                                       |                                       |                                       |                                       | '                                    |                                      |                                         |                                         |                                         |                                         |                                         |                                         |                                       |                                       |                                       |                                       |                                     |                                     |                                     |                                     |                                     |                                     |  |  |  |  |  |  |  |  |  |  |  |  |  |  |  |  |  |  |  |  |  |  |  |  |
|                                     |                                     |                                           |                                           |                                             |                                             |                                             |                                             |                                             |                                             |                                     |                                     |                                     |                                     |                                     |                                     |                                    |                                    |                                                |                                                |                                                |                                                |                                                |                                                |                                     |                                     |                                             |                                        |                                        |                                        |                                        |                                        |                                      |                                      |                                       |                                       |                                       |                                       |                                       |                                       | Casa de Lancaster                    |                                      |                                         |                                         |                                         |                                         |                                         |                                         |                                       |                                       |                                       |                                       |                                     |                                     |                                     |                                     |                                     |                                     |  |  |  |  |  |  |  |  |  |  |  |  |  |  |  |  |  |  |  |  |  |  |  |  |
|                                     |                                     |                                           |                                           |                                             |                                             |                                             |                                             |                                             |                                             |                                     |                                     |                                     |                                     |                                     |                                     |                                    |                                    |                                                |                                                |                                                |                                                |                                                |                                                |                                     |                                     |                                             |                                        |                                        |                                        |                                        |                                        |                                      |                                      |                                       |                                       |                                       |                                       |                                       |                                       | Casa de York                         |                                      |                                         |                                         |                                         |                                         |                                         |                                         |                                       |                                       |                                       |                                       |                                     |                                     |                                     |                                     |                                     |                                     |  |  |  |  |  |  |  |  |  |  |  |  |  |  |  |  |  |  |  |  |  |  |  |  |
|                                     |                                     |                                           |                                           |                                             |                                             |                                             |                                             |                                             |                                             |                                     |                                     |                                     |                                     |                                     |                                     |                                    |                                    |                                                |                                                |                                                |                                                |                                                |                                                |                                     |                                     | Geoffrey al V-lea, Conte de Anjou 1113–1151 |                                        |                                        |                                        |                                        |                                        |                                      |                                      |                                       |                                       |                                       |                                       |                                       |                                       |                                      |                                      |                                         |                                         |                                         |                                         |                                         |                                         |                                       |                                       |                                       |                                       |                                     |                                     |                                     |                                     |                                     |                                     |  |  |  |  |  |  |  |  |  |  |  |  |  |  |  |  |  |  |  |  |  |  |  |  |
|                                     |                                     |                                           |                                           |                                             |                                             |                                             |                                             |                                             |                                             |                                     |                                     |                                     |                                     |                                     |                                     |                                    |                                    |                                                |                                                |                                                |                                                |                                                |                                                |                                     |                                     |                                             |                                        |                                        |                                        |                                        |                                        |                                      |                                      |                                       |                                       |                                       |                                       |                                       |                                       |                                      |                                      |                                         |                                         |                                         |                                         |                                         |                                         |                                       |                                       |                                       |                                       |                                     |                                     |                                     |                                     |                                     |                                     |  |  |  |  |  |  |  |  |  |  |  |  |  |  |  |  |  |  |  |  |  |  |  |  |
|                                     |                                     |                                           |                                           |                                             |                                             |                                             |                                             |                                             |                                             |                                     |                                     |                                     |                                     |                                     |                                     |                                    |                                    |                                                |                                                |                                                |                                                |                                                |                                                |                                     |                                     |                                             |                                        |                                        |                                        |                                        |                                        |                                      |                                      |                                       |                                       |                                       |                                       |                                       |                                       |                                      |                                      |                                         |                                         |                                         |                                         |                                         |                                         |                                       |                                       |                                       |                                       |                                     |                                     |                                     |                                     |                                     |                                     |  |  |  |  |  |  |  |  |  |  |  |  |  |  |  |  |  |  |  |  |  |  |  |  |
|                                     |                                     |                                           |                                           |                                             |                                             |                                             |                                             |                                             |                                             |                                     |                                     |                                     |                                     |                                     |                                     |                                    |                                    | Henric al II-lea, al Angliei 1133–1189         | Henric al II-lea, al Angliei 1133–1189         | Henric al II-lea, al Angliei 1133–1189         | Henric al II-lea, al Angliei 1133–1189         | Henric al II-lea, al Angliei 1133–1189         | Henric al II-lea, al Angliei 1133–1189         |                                     |                                     | Geoffrey, Conte de Nantes 1134–1158         | Geoffrey, Conte de Nantes 1134–1158    | Geoffrey, Conte de Nantes 1134–1158    | Geoffrey, Conte de Nantes 1134–1158    | Geoffrey, Conte de Nantes 1134–1158    | Geoffrey, Conte de Nantes 1134–1158    |                                      |                                      | William FitzEmpress 1136–1164         | William FitzEmpress 1136–1164         | William FitzEmpress 1136–1164         | William FitzEmpress 1136–1164         | William FitzEmpress 1136–1164         | William FitzEmpress 1136–1164         |                                      |                                      |                                         |                                         |                                         |                                         |                                         |                                         |                                       |                                       |                                       |                                       |                                     |                                     |                                     |                                     |                                     |                                     |  |  |  |  |  |  |  |  |  |  |  |  |  |  |  |  |  |  |  |  |  |  |  |  |
|                                     |                                     |                                           |                                           |                                             |                                             |                                             |                                             |                                             |                                             |                                     |                                     |                                     |                                     |                                     |                                     |                                    |                                    | Henric al II-lea, al Angliei 1133–1189         | Henric al II-lea, al Angliei 1133–1189         | Henric al II-lea, al Angliei 1133–1189         | Henric al II-lea, al Angliei 1133–1189         | Henric al II-lea, al Angliei 1133–1189         | Henric al II-lea, al Angliei 1133–1189         |                                     |                                     | Geoffrey, Conte de Nantes 1134–1158         | Geoffrey, Conte de Nantes 1134–1158    | Geoffrey, Conte de Nantes 1134–1158    | Geoffrey, Conte de Nantes 1134–1158    | Geoffrey, Conte de Nantes 1134–1158    | Geoffrey, Conte de Nantes 1134–1158    |                                      |                                      | William FitzEmpress 1136–1164         | William FitzEmpress 1136–1164         | William FitzEmpress 1136–1164         | William FitzEmpress 1136–1164         | William FitzEmpress 1136–1164         | William FitzEmpress 1136–1164         |                                      |                                      |                                         |                                         |                                         |                                         |                                         |                                         |                                       |                                       |                                       |                                       |                                     |                                     |                                     |                                     |                                     |                                     |  |  |  |  |  |  |  |  |  |  |  |  |  |  |  |  |  |  |  |  |  |  |  |  |
|                                     |                                     |                                           |                                           |                                             |                                             |                                             |                                             |                                             |                                             |                                     |                                     |                                     |                                     |                                     |                                     |                                    |                                    |                                                |                                                |                                                |                                                |                                                |                                                |                                     |                                     |                                             |                                        |                                        |                                        |                                        |                                        |                                      |                                      |                                       |                                       |                                       |                                       |                                       |                                       |                                      |                                      |                                         |                                         |                                         |                                         |                                         |                                         |                                       |                                       |                                       |                                       |                                     |                                     |                                     |                                     |                                     |                                     |  |  |  |  |  |  |  |  |  |  |  |  |  |  |  |  |  |  |  |  |  |  |  |  |
|                                     |                                     | Henric, Tânărul Rege al Angliei 1155–1183 | Henric, Tânărul Rege al Angliei 1155–1183 | Henric, Tânărul Rege al Angliei 1155–1183   | Henric, Tânărul Rege al Angliei 1155–1183   | Henric, Tânărul Rege al Angliei 1155–1183   | Henric, Tânărul Rege al Angliei 1155–1183   |                                             |                                             | Richard I, Regele Angliei 1157–1199 | Richard I, Regele Angliei 1157–1199 | Richard I, Regele Angliei 1157–1199 | Richard I, Regele Angliei 1157–1199 | Richard I, Regele Angliei 1157–1199 | Richard I, Regele Angliei 1157–1199 |                                    |                                    | Geoffrey al II-lea, Duce de Britania 1158–1186 | Geoffrey al II-lea, Duce de Britania 1158–1186 | Geoffrey al II-lea, Duce de Britania 1158–1186 | Geoffrey al II-lea, Duce de Britania 1158–1186 | Geoffrey al II-lea, Duce de Britania 1158–1186 | Geoffrey al II-lea, Duce de Britania 1158–1186 |                                     |                                     |                                             |                                        |                                        |                                        |                                        |                                        |                                      |                                      |                                       |                                       | Ioan, Regele Angliei 1167–1216        | Ioan, Regele Angliei 1167–1216        | Ioan, Regele Angliei 1167–1216        | Ioan, Regele Angliei 1167–1216        | Ioan, Regele Angliei 1167–1216       | Ioan, Regele Angliei 1167–1216       |                                         |                                         |                                         |                                         |                                         |                                         |                                       |                                       |                                       |                                       |                                     |                                     |                                     |                                     |                                     |                                     |  |  |  |  |  |  |  |  |  |  |  |  |  |  |  |  |  |  |  |  |  |  |  |  |
|                                     |                                     | Henric, Tânărul Rege al Angliei 1155–1183 | Henric, Tânărul Rege al Angliei 1155–1183 | Henric, Tânărul Rege al Angliei 1155–1183   | Henric, Tânărul Rege al Angliei 1155–1183   | Henric, Tânărul Rege al Angliei 1155–1183   | Henric, Tânărul Rege al Angliei 1155–1183   |                                             |                                             | Richard I, Regele Angliei 1157–1199 | Richard I, Regele Angliei 1157–1199 | Richard I, Regele Angliei 1157–1199 | Richard I, Regele Angliei 1157–1199 | Richard I, Regele Angliei 1157–1199 | Richard I, Regele Angliei 1157–1199 |                                    |                                    | Geoffrey al II-lea, Duce de Britania 1158–1186 | Geoffrey al II-lea, Duce de Britania 1158–1186 | Geoffrey al II-lea, Duce de Britania 1158–1186 | Geoffrey al II-lea, Duce de Britania 1158–1186 | Geoffrey al II-lea, Duce de Britania 1158–1186 | Geoffrey al II-lea, Duce de Britania 1158–1186 |                                     |                                     |                                             |                                        |                                        |                                        |                                        |                                        |                                      |                                      |                                       |                                       | Ioan, Regele Angliei 1167–1216        | Ioan, Regele Angliei 1167–1216        | Ioan, Regele Angliei 1167–1216        | Ioan, Regele Angliei 1167–1216        | Ioan, Regele Angliei 1167–1216       | Ioan, Regele Angliei 1167–1216       |                                         |                                         |                                         |                                         |                                         |                                         |                                       |                                       |                                       |                                       |                                     |                                     |                                     |                                     |                                     |                                     |  |  |  |  |  |  |  |  |  |  |  |  |  |  |  |  |  |  |  |  |  |  |  |  |
|                                     |                                     |                                           |                                           |                                             |                                             |                                             |                                             |                                             |                                             |                                     |                                     |                                     |                                     |                                     |                                     |                                    |                                    |                                                |                                                |                                                |                                                |                                                |                                                |                                     |                                     |                                             |                                        |                                        |                                        |                                        |                                        |                                      |                                      |                                       |                                       |                                       |                                       |                                       |                                       |                                      |                                      |                                         |                                         |                                         |                                         |                                         |                                         |                                       |                                       |                                       |                                       |                                     |                                     |                                     |                                     |                                     |                                     |  |  |  |  |  |  |  |  |  |  |  |  |  |  |  |  |  |  |  |  |  |  |  |  |
|                                     |                                     |                                           |                                           |                                             |                                             |                                             |                                             |                                             |                                             |                                     |                                     |                                     |                                     |                                     |                                     |                                    |                                    | Arthur I, Duce de Britania 1187–1203           | Arthur I, Duce de Britania 1187–1203           | Arthur I, Duce de Britania 1187–1203           | Arthur I, Duce de Britania 1187–1203           | Arthur I, Duce de Britania 1187–1203           | Arthur I, Duce de Britania 1187–1203           |                                     |                                     | Henric III, Regele Angliei 1207–1272        | Henric III, Regele Angliei 1207–1272   | Henric III, Regele Angliei 1207–1272   | Henric III, Regele Angliei 1207–1272   | Henric III, Regele Angliei 1207–1272   | Henric III, Regele Angliei 1207–1272   |                                      |                                      |                                       |                                       |                                       |                                       |                                       |                                       |                                      |                                      |                                         |                                         |                                         |                                         |                                         |                                         | Richard, Regele Germaniei 1209–1272   | Richard, Regele Germaniei 1209–1272   | Richard, Regele Germaniei 1209–1272   | Richard, Regele Germaniei 1209–1272   | Richard, Regele Germaniei 1209–1272 | Richard, Regele Germaniei 1209–1272 |                                     |                                     |                                     |                                     |  |  |  |  |  |  |  |  |  |  |  |  |  |  |  |  |  |  |  |  |  |  |  |  |
|                                     |                                     |                                           |                                           |                                             |                                             |                                             |                                             |                                             |                                             |                                     |                                     |                                     |                                     |                                     |                                     |                                    |                                    | Arthur I, Duce de Britania 1187–1203           | Arthur I, Duce de Britania 1187–1203           | Arthur I, Duce de Britania 1187–1203           | Arthur I, Duce de Britania 1187–1203           | Arthur I, Duce de Britania 1187–1203           | Arthur I, Duce de Britania 1187–1203           |                                     |                                     | Henric III, Regele Angliei 1207–1272        | Henric III, Regele Angliei 1207–1272   | Henric III, Regele Angliei 1207–1272   | Henric III, Regele Angliei 1207–1272   | Henric III, Regele Angliei 1207–1272   | Henric III, Regele Angliei 1207–1272   |                                      |                                      |                                       |                                       |                                       |                                       |                                       |                                       |                                      |                                      |                                         |                                         |                                         |                                         |                                         |                                         | Richard, Regele Germaniei 1209–1272   | Richard, Regele Germaniei 1209–1272   | Richard, Regele Germaniei 1209–1272   | Richard, Regele Germaniei 1209–1272   | Richard, Regele Germaniei 1209–1272 | Richard, Regele Germaniei 1209–1272 |                                     |                                     |                                     |                                     |  |  |  |  |  |  |  |  |  |  |  |  |  |  |  |  |  |  |  |  |  |  |  |  |
|                                     |                                     |                                           |                                           |                                             |                                             |                                             |                                             |                                             |                                             |                                     |                                     |                                     |                                     |                                     |                                     |                                    |                                    |                                                |                                                |                                                |                                                |                                                |                                                |                                     |                                     |                                             |                                        |                                        |                                        |                                        |                                        |                                      |                                      |                                       |                                       |                                       |                                       |                                       |                                       |                                      |                                      |                                         |                                         |                                         |                                         |                                         |                                         |                                       |                                       |                                       |                                       |                                     |                                     |                                     |                                     |                                     |                                     |  |  |  |  |  |  |  |  |  |  |  |  |  |  |  |  |  |  |  |  |  |  |  |  |
|                                     |                                     |                                           |                                           |                                             |                                             |                                             |                                             |                                             |                                             |                                     |                                     |                                     |                                     |                                     |                                     | Eduard I, Regele Angliei 1239–1307 | Eduard I, Regele Angliei 1239–1307 | Eduard I, Regele Angliei 1239–1307             | Eduard I, Regele Angliei 1239–1307             | Eduard I, Regele Angliei 1239–1307             | Eduard I, Regele Angliei 1239–1307             |                                                |                                                |                                     |                                     |                                             |                                        |                                        |                                        |                                        |                                        |                                      |                                      |                                       |                                       | Edmund, Conte de Lancaster 1245–1296  | Edmund, Conte de Lancaster 1245–1296  | Edmund, Conte de Lancaster 1245–1296  | Edmund, Conte de Lancaster 1245–1296  | Edmund, Conte de Lancaster 1245–1296 | Edmund, Conte de Lancaster 1245–1296 |                                         |                                         | Henric de Almain 1235–1271              | Henric de Almain 1235–1271              | Henric de Almain 1235–1271              | Henric de Almain 1235–1271              | Henric de Almain 1235–1271            | Henric de Almain 1235–1271            |                                       |                                       | Edmund, Conte de Cornwall 1249–1300 | Edmund, Conte de Cornwall 1249–1300 | Edmund, Conte de Cornwall 1249–1300 | Edmund, Conte de Cornwall 1249–1300 | Edmund, Conte de Cornwall 1249–1300 | Edmund, Conte de Cornwall 1249–1300 |  |  |  |  |  |  |  |  |  |  |  |  |  |  |  |  |  |  |  |  |  |  |  |  |
|                                     |                                     |                                           |                                           |                                             |                                             |                                             |                                             |                                             |                                             |                                     |                                     |                                     |                                     |                                     |                                     | Eduard I, Regele Angliei 1239–1307 | Eduard I, Regele Angliei 1239–1307 | Eduard I, Regele Angliei 1239–1307             | Eduard I, Regele Angliei 1239–1307             | Eduard I, Regele Angliei 1239–1307             | Eduard I, Regele Angliei 1239–1307             |                                                |                                                |                                     |                                     |                                             |                                        |                                        |                                        |                                        |                                        |                                      |                                      |                                       |                                       | Edmund, Conte de Lancaster 1245–1296  | Edmund, Conte de Lancaster 1245–1296  | Edmund, Conte de Lancaster 1245–1296  | Edmund, Conte de Lancaster 1245–1296  | Edmund, Conte de Lancaster 1245–1296 | Edmund, Conte de Lancaster 1245–1296 |                                         |                                         | Henric de Almain 1235–1271              | Henric de Almain 1235–1271              | Henric de Almain 1235–1271              | Henric de Almain 1235–1271              | Henric de Almain 1235–1271            | Henric de Almain 1235–1271            |                                       |                                       | Edmund, Conte de Cornwall 1249–1300 | Edmund, Conte de Cornwall 1249–1300 | Edmund, Conte de Cornwall 1249–1300 | Edmund, Conte de Cornwall 1249–1300 | Edmund, Conte de Cornwall 1249–1300 | Edmund, Conte de Cornwall 1249–1300 |  |  |  |  |  |  |  |  |  |  |  |  |  |  |  |  |  |  |  |  |  |  |  |  |
|                                     |                                     |                                           |                                           |                                             |                                             |                                             |                                             |                                             |                                             |                                     |                                     |                                     |                                     |                                     |                                     |                                    |                                    |                                                |                                                |                                                |                                                |                                                |                                                |                                     |                                     |                                             |                                        |                                        |                                        |                                        |                                        |                                      |                                      |                                       |                                       |                                       |                                       |                                       |                                       |                                      |                                      |                                         |                                         |                                         |                                         |                                         |                                         |                                       |                                       |                                       |                                       |                                     |                                     |                                     |                                     |                                     |                                     |  |  |  |  |  |  |  |  |  |  |  |  |  |  |  |  |  |  |  |  |  |  |  |  |
| Alfonso, Conte de Chester 1273–1284 | Alfonso, Conte de Chester 1273–1284 | Alfonso, Conte de Chester 1273–1284       | Alfonso, Conte de Chester 1273–1284       | Alfonso, Conte de Chester 1273–1284         | Alfonso, Conte de Chester 1273–1284         |                                             |                                             | Eduard II, Regele Angliei 1284–1327         | Eduard II, Regele Angliei 1284–1327         | Eduard II, Regele Angliei 1284–1327 | Eduard II, Regele Angliei 1284–1327 | Eduard II, Regele Angliei 1284–1327 | Eduard II, Regele Angliei 1284–1327 |                                     |                                     | Thomas, Conte de Norfolk 1300–1338 | Thomas, Conte de Norfolk 1300–1338 | Thomas, Conte de Norfolk 1300–1338             | Thomas, Conte de Norfolk 1300–1338             | Thomas, Conte de Norfolk 1300–1338             | Thomas, Conte de Norfolk 1300–1338             |                                                |                                                | Edmund, Conte de Kent 1301–1330     | Edmund, Conte de Kent 1301–1330     | Edmund, Conte de Kent 1301–1330             | Edmund, Conte de Kent 1301–1330        | Edmund, Conte de Kent 1301–1330        | Edmund, Conte de Kent 1301–1330        |                                        |                                        | Thomas, Conte de Lancaster 1278–1322 | Thomas, Conte de Lancaster 1278–1322 | Thomas, Conte de Lancaster 1278–1322  | Thomas, Conte de Lancaster 1278–1322  | Thomas, Conte de Lancaster 1278–1322  | Thomas, Conte de Lancaster 1278–1322  |                                       |                                       | Henry, Conte de Lancaster 1281–1345  | Henry, Conte de Lancaster 1281–1345  | Henry, Conte de Lancaster 1281–1345     | Henry, Conte de Lancaster 1281–1345     | Henry, Conte de Lancaster 1281–1345     | Henry, Conte de Lancaster 1281–1345     |                                         |                                         |                                       |                                       |                                       |                                       |                                     |                                     |                                     |                                     |                                     |                                     |  |  |  |  |  |  |  |  |  |  |  |  |  |  |  |  |  |  |  |  |  |  |  |  |
| Alfonso, Conte de Chester 1273–1284 | Alfonso, Conte de Chester 1273–1284 | Alfonso, Conte de Chester 1273–1284       | Alfonso, Conte de Chester 1273–1284       | Alfonso, Conte de Chester 1273–1284         | Alfonso, Conte de Chester 1273–1284         |                                             |                                             | Eduard II, Regele Angliei 1284–1327         | Eduard II, Regele Angliei 1284–1327         | Eduard II, Regele Angliei 1284–1327 | Eduard II, Regele Angliei 1284–1327 | Eduard II, Regele Angliei 1284–1327 | Eduard II, Regele Angliei 1284–1327 |                                     |                                     | Thomas, Conte de Norfolk 1300–1338 | Thomas, Conte de Norfolk 1300–1338 | Thomas, Conte de Norfolk 1300–1338             | Thomas, Conte de Norfolk 1300–1338             | Thomas, Conte de Norfolk 1300–1338             | Thomas, Conte de Norfolk 1300–1338             |                                                |                                                | Edmund, Conte de Kent 1301–1330     | Edmund, Conte de Kent 1301–1330     | Edmund, Conte de Kent 1301–1330             | Edmund, Conte de Kent 1301–1330        | Edmund, Conte de Kent 1301–1330        | Edmund, Conte de Kent 1301–1330        |                                        |                                        | Thomas, Conte de Lancaster 1278–1322 | Thomas, Conte de Lancaster 1278–1322 | Thomas, Conte de Lancaster 1278–1322  | Thomas, Conte de Lancaster 1278–1322  | Thomas, Conte de Lancaster 1278–1322  | Thomas, Conte de Lancaster 1278–1322  |                                       |                                       | Henry, Conte de Lancaster 1281–1345  | Henry, Conte de Lancaster 1281–1345  | Henry, Conte de Lancaster 1281–1345     | Henry, Conte de Lancaster 1281–1345     | Henry, Conte de Lancaster 1281–1345     | Henry, Conte de Lancaster 1281–1345     |                                         |                                         |                                       |                                       |                                       |                                       |                                     |                                     |                                     |                                     |                                     |                                     |  |  |  |  |  |  |  |  |  |  |  |  |  |  |  |  |  |  |  |  |  |  |  |  |
|                                     |                                     |                                           |                                           |                                             |                                             |                                             |                                             |                                             |                                             |                                     |                                     |                                     |                                     |                                     |                                     |                                    |                                    |                                                |                                                |                                                |                                                |                                                |                                                |                                     |                                     |                                             |                                        |                                        |                                        |                                        |                                        |                                      |                                      |                                       |                                       |                                       |                                       |                                       |                                       |                                      |                                      |                                         |                                         |                                         |                                         |                                         |                                         |                                       |                                       |                                       |                                       |                                     |                                     |                                     |                                     |                                     |                                     |  |  |  |  |  |  |  |  |  |  |  |  |  |  |  |  |  |  |  |  |  |  |  |  |
|                                     |                                     |                                           |                                           | Eduard al III-lea, Regele Angliei 1312–1377 | Eduard al III-lea, Regele Angliei 1312–1377 | Eduard al III-lea, Regele Angliei 1312–1377 | Eduard al III-lea, Regele Angliei 1312–1377 | Eduard al III-lea, Regele Angliei 1312–1377 | Eduard al III-lea, Regele Angliei 1312–1377 |                                     |                                     | Ioan, Conte de Cornwall 1316–1336   | Ioan, Conte de Cornwall 1316–1336   | Ioan, Conte de Cornwall 1316–1336   | Ioan, Conte de Cornwall 1316–1336   | Ioan, Conte de Cornwall 1316–1336  | Ioan, Conte de Cornwall 1316–1336  |                                                |                                                | Edmund, Conte de Kent 1326–1331                | Edmund, Conte de Kent 1326–1331                | Edmund, Conte de Kent 1326–1331                | Edmund, Conte de Kent 1326–1331                | Edmund, Conte de Kent 1326–1331     | Edmund, Conte de Kent 1326–1331     |                                             |                                        | Ioan, Conte de Kent 1330–1352          | Ioan, Conte de Kent 1330–1352          | Ioan, Conte de Kent 1330–1352          | Ioan, Conte de Kent 1330–1352          | Ioan, Conte de Kent 1330–1352        | Ioan, Conte de Kent 1330–1352        |                                       |                                       |                                       |                                       |                                       |                                       | Henric, Duce de Lancaster 1310–1361  | Henric, Duce de Lancaster 1310–1361  | Henric, Duce de Lancaster 1310–1361     | Henric, Duce de Lancaster 1310–1361     | Henric, Duce de Lancaster 1310–1361     | Henric, Duce de Lancaster 1310–1361     |                                         |                                         |                                       |                                       |                                       |                                       |                                     |                                     |                                     |                                     |                                     |                                     |  |  |  |  |  |  |  |  |  |  |  |  |  |  |  |  |  |  |  |  |  |  |  |  |
|                                     |                                     |                                           |                                           | Eduard al III-lea, Regele Angliei 1312–1377 | Eduard al III-lea, Regele Angliei 1312–1377 | Eduard al III-lea, Regele Angliei 1312–1377 | Eduard al III-lea, Regele Angliei 1312–1377 | Eduard al III-lea, Regele Angliei 1312–1377 | Eduard al III-lea, Regele Angliei 1312–1377 |                                     |                                     | Ioan, Conte de Cornwall 1316–1336   | Ioan, Conte de Cornwall 1316–1336   | Ioan, Conte de Cornwall 1316–1336   | Ioan, Conte de Cornwall 1316–1336   | Ioan, Conte de Cornwall 1316–1336  | Ioan, Conte de Cornwall 1316–1336  |                                                |                                                | Edmund, Conte de Kent 1326–1331                | Edmund, Conte de Kent 1326–1331                | Edmund, Conte de Kent 1326–1331                | Edmund, Conte de Kent 1326–1331                | Edmund, Conte de Kent 1326–1331     | Edmund, Conte de Kent 1326–1331     |                                             |                                        | Ioan, Conte de Kent 1330–1352          | Ioan, Conte de Kent 1330–1352          | Ioan, Conte de Kent 1330–1352          | Ioan, Conte de Kent 1330–1352          | Ioan, Conte de Kent 1330–1352        | Ioan, Conte de Kent 1330–1352        |                                       |                                       |                                       |                                       |                                       |                                       | Henric, Duce de Lancaster 1310–1361  | Henric, Duce de Lancaster 1310–1361  | Henric, Duce de Lancaster 1310–1361     | Henric, Duce de Lancaster 1310–1361     | Henric, Duce de Lancaster 1310–1361     | Henric, Duce de Lancaster 1310–1361     |                                         |                                         |                                       |                                       |                                       |                                       |                                     |                                     |                                     |                                     |                                     |                                     |  |  |  |  |  |  |  |  |  |  |  |  |  |  |  |  |  |  |  |  |  |  |  |  |
|                                     |                                     |                                           |                                           |                                             |                                             |                                             |                                             |                                             |                                             |                                     |                                     |                                     |                                     |                                     |                                     |                                    |                                    |                                                |                                                |                                                |                                                |                                                |                                                |                                     |                                     |                                             |                                        |                                        |                                        |                                        |                                        |                                      |                                      |                                       |                                       |                                       |                                       |                                       |                                       |                                      |                                      |                                         |                                         |                                         |                                         |                                         |                                         |                                       |                                       |                                       |                                       |                                     |                                     |                                     |                                     |                                     |                                     |  |  |  |  |  |  |  |  |  |  |  |  |  |  |  |  |  |  |  |  |  |  |  |  |
|                                     |                                     | Eduard, Prințul de Wales 1330–1376        | Eduard, Prințul de Wales 1330–1376        | Eduard, Prințul de Wales 1330–1376          | Eduard, Prințul de Wales 1330–1376          | Eduard, Prințul de Wales 1330–1376          | Eduard, Prințul de Wales 1330–1376          |                                             |                                             | Lionel, Duce de Clarence 1338–1368  | Lionel, Duce de Clarence 1338–1368  | Lionel, Duce de Clarence 1338–1368  | Lionel, Duce de Clarence 1338–1368  | Lionel, Duce de Clarence 1338–1368  | Lionel, Duce de Clarence 1338–1368  |                                    |                                    | John, Duce de Lancaster 1340–1399              | John, Duce de Lancaster 1340–1399              | John, Duce de Lancaster 1340–1399              | John, Duce de Lancaster 1340–1399              | John, Duce de Lancaster 1340–1399              | John, Duce de Lancaster 1340–1399              |                                     |                                     |                                             |                                        |                                        |                                        | Edmund, Duce de York 1341–1402         | Edmund, Duce de York 1341–1402         | Edmund, Duce de York 1341–1402       | Edmund, Duce de York 1341–1402       | Edmund, Duce de York 1341–1402        | Edmund, Duce de York 1341–1402        |                                       |                                       |                                       |                                       |                                      |                                      | Thomas, Duce de Gloucester 1355–1397    | Thomas, Duce de Gloucester 1355–1397    | Thomas, Duce de Gloucester 1355–1397    | Thomas, Duce de Gloucester 1355–1397    | Thomas, Duce de Gloucester 1355–1397    | Thomas, Duce de Gloucester 1355–1397    |                                       |                                       |                                       |                                       |                                     |                                     |                                     |                                     |                                     |                                     |  |  |  |  |  |  |  |  |  |  |  |  |  |  |  |  |  |  |  |  |  |  |  |  |
|                                     |                                     | Eduard, Prințul de Wales 1330–1376        | Eduard, Prințul de Wales 1330–1376        | Eduard, Prințul de Wales 1330–1376          | Eduard, Prințul de Wales 1330–1376          | Eduard, Prințul de Wales 1330–1376          | Eduard, Prințul de Wales 1330–1376          |                                             |                                             | Lionel, Duce de Clarence 1338–1368  | Lionel, Duce de Clarence 1338–1368  | Lionel, Duce de Clarence 1338–1368  | Lionel, Duce de Clarence 1338–1368  | Lionel, Duce de Clarence 1338–1368  | Lionel, Duce de Clarence 1338–1368  |                                    |                                    | John, Duce de Lancaster 1340–1399              | John, Duce de Lancaster 1340–1399              | John, Duce de Lancaster 1340–1399              | John, Duce de Lancaster 1340–1399              | John, Duce de Lancaster 1340–1399              | John, Duce de Lancaster 1340–1399              |                                     |                                     |                                             |                                        |                                        |                                        | Edmund, Duce de York 1341–1402         | Edmund, Duce de York 1341–1402         | Edmund, Duce de York 1341–1402       | Edmund, Duce de York 1341–1402       | Edmund, Duce de York 1341–1402        | Edmund, Duce de York 1341–1402        |                                       |                                       |                                       |                                       |                                      |                                      | Thomas, Duce de Gloucester 1355–1397    | Thomas, Duce de Gloucester 1355–1397    | Thomas, Duce de Gloucester 1355–1397    | Thomas, Duce de Gloucester 1355–1397    | Thomas, Duce de Gloucester 1355–1397    | Thomas, Duce de Gloucester 1355–1397    |                                       |                                       |                                       |                                       |                                     |                                     |                                     |                                     |                                     |                                     |  |  |  |  |  |  |  |  |  |  |  |  |  |  |  |  |  |  |  |  |  |  |  |  |
|                                     |                                     |                                           |                                           |                                             |                                             |                                             |                                             |                                             |                                             |                                     |                                     |                                     |                                     |                                     |                                     |                                    |                                    |                                                |                                                |                                                |                                                |                                                |                                                |                                     |                                     |                                             |                                        |                                        |                                        |                                        |                                        |                                      |                                      |                                       |                                       |                                       |                                       |                                       |                                       |                                      |                                      |                                         |                                         |                                         |                                         |                                         |                                         |                                       |                                       |                                       |                                       |                                     |                                     |                                     |                                     |                                     |                                     |  |  |  |  |  |  |  |  |  |  |  |  |  |  |  |  |  |  |  |  |  |  |  |  |
|                                     |                                     | Richard II, Regele Angliei 1367–1400      | Richard II, Regele Angliei 1367–1400      | Richard II, Regele Angliei 1367–1400        | Richard II, Regele Angliei 1367–1400        | Richard II, Regele Angliei 1367–1400        | Richard II, Regele Angliei 1367–1400        |                                             |                                             |                                     |                                     |                                     |                                     |                                     |                                     |                                    |                                    | Henric IV, Regele Angliei 1366–1413            | Henric IV, Regele Angliei 1366–1413            | Henric IV, Regele Angliei 1366–1413            | Henric IV, Regele Angliei 1366–1413            | Henric IV, Regele Angliei 1366–1413            | Henric IV, Regele Angliei 1366–1413            |                                     |                                     | Edward, Duce de York 1373–1415              | Edward, Duce de York 1373–1415         | Edward, Duce de York 1373–1415         | Edward, Duce de York 1373–1415         | Edward, Duce de York 1373–1415         | Edward, Duce de York 1373–1415         |                                      |                                      | Richard, Conte de Cambridge 1375–1415 | Richard, Conte de Cambridge 1375–1415 | Richard, Conte de Cambridge 1375–1415 | Richard, Conte de Cambridge 1375–1415 | Richard, Conte de Cambridge 1375–1415 | Richard, Conte de Cambridge 1375–1415 |                                      |                                      | Humphrey, Conte de Buckingham 1381–1399 | Humphrey, Conte de Buckingham 1381–1399 | Humphrey, Conte de Buckingham 1381–1399 | Humphrey, Conte de Buckingham 1381–1399 | Humphrey, Conte de Buckingham 1381–1399 | Humphrey, Conte de Buckingham 1381–1399 |                                       |                                       |                                       |                                       |                                     |                                     |                                     |                                     |                                     |                                     |  |  |  |  |  |  |  |  |  |  |  |  |  |  |  |  |  |  |  |  |  |  |  |  |
|                                     |                                     | Richard II, Regele Angliei 1367–1400      | Richard II, Regele Angliei 1367–1400      | Richard II, Regele Angliei 1367–1400        | Richard II, Regele Angliei 1367–1400        | Richard II, Regele Angliei 1367–1400        | Richard II, Regele Angliei 1367–1400        |                                             |                                             |                                     |                                     |                                     |                                     |                                     |                                     |                                    |                                    | Henric IV, Regele Angliei 1366–1413            | Henric IV, Regele Angliei 1366–1413            | Henric IV, Regele Angliei 1366–1413            | Henric IV, Regele Angliei 1366–1413            | Henric IV, Regele Angliei 1366–1413            | Henric IV, Regele Angliei 1366–1413            |                                     |                                     | Edward, Duce de York 1373–1415              | Edward, Duce de York 1373–1415         | Edward, Duce de York 1373–1415         | Edward, Duce de York 1373–1415         | Edward, Duce de York 1373–1415         | Edward, Duce de York 1373–1415         |                                      |                                      | Richard, Conte de Cambridge 1375–1415 | Richard, Conte de Cambridge 1375–1415 | Richard, Conte de Cambridge 1375–1415 | Richard, Conte de Cambridge 1375–1415 | Richard, Conte de Cambridge 1375–1415 | Richard, Conte de Cambridge 1375–1415 |                                      |                                      | Humphrey, Conte de Buckingham 1381–1399 | Humphrey, Conte de Buckingham 1381–1399 | Humphrey, Conte de Buckingham 1381–1399 | Humphrey, Conte de Buckingham 1381–1399 | Humphrey, Conte de Buckingham 1381–1399 | Humphrey, Conte de Buckingham 1381–1399 |                                       |                                       |                                       |                                       |                                     |                                     |                                     |                                     |                                     |                                     |  |  |  |  |  |  |  |  |  |  |  |  |  |  |  |  |  |  |  |  |  |  |  |  |
|                                     |                                     |                                           |                                           |                                             |                                             |                                             |                                             |                                             |                                             |                                     |                                     |                                     |                                     |                                     |                                     |                                    |                                    |                                                |                                                |                                                |                                                |                                                |                                                |                                     |                                     |                                             |                                        |                                        |                                        |                                        |                                        |                                      |                                      |                                       |                                       |                                       |                                       |                                       |                                       |                                      |                                      |                                         |                                         |                                         |                                         |                                         |                                         |                                       |                                       |                                       |                                       |                                     |                                     |                                     |                                     |                                     |                                     |  |  |  |  |  |  |  |  |  |  |  |  |  |  |  |  |  |  |  |  |  |  |  |  |
|                                     |                                     | Henric al V-lea, Regele Angliei 1386–1422 | Henric al V-lea, Regele Angliei 1386–1422 | Henric al V-lea, Regele Angliei 1386–1422   | Henric al V-lea, Regele Angliei 1386–1422   | Henric al V-lea, Regele Angliei 1386–1422   | Henric al V-lea, Regele Angliei 1386–1422   |                                             |                                             | Thomas, Duce de Clarence 1387–1421  | Thomas, Duce de Clarence 1387–1421  | Thomas, Duce de Clarence 1387–1421  | Thomas, Duce de Clarence 1387–1421  | Thomas, Duce de Clarence 1387–1421  | Thomas, Duce de Clarence 1387–1421  |                                    |                                    | John, Duce de Bedford 1389–1435                | John, Duce de Bedford 1389–1435                | John, Duce de Bedford 1389–1435                | John, Duce de Bedford 1389–1435                | John, Duce de Bedford 1389–1435                | John, Duce de Bedford 1389–1435                |                                     |                                     | Humphrey, Duce de Gloucester 1390–1447      | Humphrey, Duce de Gloucester 1390–1447 | Humphrey, Duce de Gloucester 1390–1447 | Humphrey, Duce de Gloucester 1390–1447 | Humphrey, Duce de Gloucester 1390–1447 | Humphrey, Duce de Gloucester 1390–1447 |                                      |                                      | Richard, Duce de York 1411–1460       | Richard, Duce de York 1411–1460       | Richard, Duce de York 1411–1460       | Richard, Duce de York 1411–1460       | Richard, Duce de York 1411–1460       | Richard, Duce de York 1411–1460       |                                      |                                      |                                         |                                         |                                         |                                         |                                         |                                         |                                       |                                       |                                       |                                       |                                     |                                     |                                     |                                     |                                     |                                     |  |  |  |  |  |  |  |  |  |  |  |  |  |  |  |  |  |  |  |  |  |  |  |  |
|                                     |                                     | Henric al V-lea, Regele Angliei 1386–1422 | Henric al V-lea, Regele Angliei 1386–1422 | Henric al V-lea, Regele Angliei 1386–1422   | Henric al V-lea, Regele Angliei 1386–1422   | Henric al V-lea, Regele Angliei 1386–1422   | Henric al V-lea, Regele Angliei 1386–1422   |                                             |                                             | Thomas, Duce de Clarence 1387–1421  | Thomas, Duce de Clarence 1387–1421  | Thomas, Duce de Clarence 1387–1421  | Thomas, Duce de Clarence 1387–1421  | Thomas, Duce de Clarence 1387–1421  | Thomas, Duce de Clarence 1387–1421  |                                    |                                    | John, Duce de Bedford 1389–1435                | John, Duce de Bedford 1389–1435                | John, Duce de Bedford 1389–1435                | John, Duce de Bedford 1389–1435                | John, Duce de Bedford 1389–1435                | John, Duce de Bedford 1389–1435                |                                     |                                     | Humphrey, Duce de Gloucester 1390–1447      | Humphrey, Duce de Gloucester 1390–1447 | Humphrey, Duce de Gloucester 1390–1447 | Humphrey, Duce de Gloucester 1390–1447 | Humphrey, Duce de Gloucester 1390–1447 | Humphrey, Duce de Gloucester 1390–1447 |                                      |                                      | Richard, Duce de York 1411–1460       | Richard, Duce de York 1411–1460       | Richard, Duce de York 1411–1460       | Richard, Duce de York 1411–1460       | Richard, Duce de York 1411–1460       | Richard, Duce de York 1411–1460       |                                      |                                      |                                         |                                         |                                         |                                         |                                         |                                         |                                       |                                       |                                       |                                       |                                     |                                     |                                     |                                     |                                     |                                     |  |  |  |  |  |  |  |  |  |  |  |  |  |  |  |  |  |  |  |  |  |  |  |  |
|                                     |                                     |                                           |                                           |                                             |                                             |                                             |                                             |                                             |                                             |                                     |                                     |                                     |                                     |                                     |                                     |                                    |                                    |                                                |                                                |                                                |                                                |                                                |                                                |                                     |                                     |                                             |                                        |                                        |                                        |                                        |                                        |                                      |                                      |                                       |                                       |                                       |                                       |                                       |                                       |                                      |                                      |                                         |                                         |                                         |                                         |                                         |                                         |                                       |                                       |                                       |                                       |                                     |                                     |                                     |                                     |                                     |                                     |  |  |  |  |  |  |  |  |  |  |  |  |  |  |  |  |  |  |  |  |  |  |  |  |
|                                     |                                     | Henric VI, Regele Angliei 1421–1471       | Henric VI, Regele Angliei 1421–1471       | Henric VI, Regele Angliei 1421–1471         | Henric VI, Regele Angliei 1421–1471         | Henric VI, Regele Angliei 1421–1471         | Henric VI, Regele Angliei 1421–1471         |                                             |                                             |                                     |                                     |                                     |                                     |                                     |                                     |                                    |                                    |                                                |                                                |                                                |                                                | Edward IV, Regele Angliei 1442–1483            | Edward IV, Regele Angliei 1442–1483            | Edward IV, Regele Angliei 1442–1483 | Edward IV, Regele Angliei 1442–1483 | Edward IV, Regele Angliei 1442–1483         | Edward IV, Regele Angliei 1442–1483    |                                        |                                        | Edmund, Conte de Rutland 1443–1460     | Edmund, Conte de Rutland 1443–1460     | Edmund, Conte de Rutland 1443–1460   | Edmund, Conte de Rutland 1443–1460   | Edmund, Conte de Rutland 1443–1460    | Edmund, Conte de Rutland 1443–1460    |                                       |                                       | George, Duce de Clarence 1449–1478    | George, Duce de Clarence 1449–1478    | George, Duce de Clarence 1449–1478   | George, Duce de Clarence 1449–1478   | George, Duce de Clarence 1449–1478      | George, Duce de Clarence 1449–1478      |                                         |                                         | Richard III, Regele Angliei 1452–1485   | Richard III, Regele Angliei 1452–1485   | Richard III, Regele Angliei 1452–1485 | Richard III, Regele Angliei 1452–1485 | Richard III, Regele Angliei 1452–1485 | Richard III, Regele Angliei 1452–1485 |                                     |                                     |                                     |                                     |                                     |                                     |  |  |  |  |  |  |  |  |  |  |  |  |  |  |  |  |  |  |  |  |  |  |  |  |
|                                     |                                     | Henric VI, Regele Angliei 1421–1471       | Henric VI, Regele Angliei 1421–1471       | Henric VI, Regele Angliei 1421–1471         | Henric VI, Regele Angliei 1421–1471         | Henric VI, Regele Angliei 1421–1471         | Henric VI, Regele Angliei 1421–1471         |                                             |                                             |                                     |                                     |                                     |                                     |                                     |                                     |                                    |                                    |                                                |                                                |                                                |                                                | Edward IV, Regele Angliei 1442–1483            | Edward IV, Regele Angliei 1442–1483            | Edward IV, Regele Angliei 1442–1483 | Edward IV, Regele Angliei 1442–1483 | Edward IV, Regele Angliei 1442–1483         | Edward IV, Regele Angliei 1442–1483    |                                        |                                        | Edmund, Conte de Rutland 1443–1460     | Edmund, Conte de Rutland 1443–1460     | Edmund, Conte de Rutland 1443–1460   | Edmund, Conte de Rutland 1443–1460   | Edmund, Conte de Rutland 1443–1460    | Edmund, Conte de Rutland 1443–1460    |                                       |                                       | George, Duce de Clarence 1449–1478    | George, Duce de Clarence 1449–1478    | George, Duce de Clarence 1449–1478   | George, Duce de Clarence 1449–1478   | George, Duce de Clarence 1449–1478      | George, Duce de Clarence 1449–1478      |                                         |                                         | Richard III, Regele Angliei 1452–1485   | Richard III, Regele Angliei 1452–1485   | Richard III, Regele Angliei 1452–1485 | Richard III, Regele Angliei 1452–1485 | Richard III, Regele Angliei 1452–1485 | Richard III, Regele Angliei 1452–1485 |                                     |                                     |                                     |                                     |                                     |                                     |  |  |  |  |  |  |  |  |  |  |  |  |  |  |  |  |  |  |  |  |  |  |  |  |
|                                     |                                     |                                           |                                           |                                             |                                             |                                             |                                             |                                             |                                             |                                     |                                     |                                     |                                     |                                     |                                     |                                    |                                    |                                                |                                                |                                                |                                                |                                                |                                                |                                     |                                     |                                             |                                        |                                        |                                        |                                        |                                        |                                      |                                      |                                       |                                       |                                       |                                       |                                       |                                       |                                      |                                      |                                         |                                         |                                         |                                         |                                         |                                         |                                       |                                       |                                       |                                       |                                     |                                     |                                     |                                     |                                     |                                     |  |  |  |  |  |  |  |  |  |  |  |  |  |  |  |  |  |  |  |  |  |  |  |  |
|                                     |                                     | Edward, Prinț de Wales 1453–1471          | Edward, Prinț de Wales 1453–1471          | Edward, Prinț de Wales 1453–1471            | Edward, Prinț de Wales 1453–1471            | Edward, Prinț de Wales 1453–1471            | Edward, Prinț de Wales 1453–1471            |                                             |                                             |                                     |                                     |                                     |                                     |                                     |                                     |                                    |                                    | Edward V, Regele Angliei 1470-?                | Edward V, Regele Angliei 1470-?                | Edward V, Regele Angliei 1470-?                | Edward V, Regele Angliei 1470-?                | Edward V, Regele Angliei 1470-?                | Edward V, Regele Angliei 1470-?                |                                     |                                     | Richard, Duce de York 1473-?                | Richard, Duce de York 1473-?           | Richard, Duce de York 1473-?           | Richard, Duce de York 1473-?           | Richard, Duce de York 1473-?           | Richard, Duce de York 1473-?           |                                      |                                      |                                       |                                       |                                       |                                       | Edward, Conte de Warwick 1475–1499    | Edward, Conte de Warwick 1475–1499    | Edward, Conte de Warwick 1475–1499   | Edward, Conte de Warwick 1475–1499   | Edward, Conte de Warwick 1475–1499      | Edward, Conte de Warwick 1475–1499      |                                         |                                         | Edward, Prinț de Wales 1473–1484        | Edward, Prinț de Wales 1473–1484        | Edward, Prinț de Wales 1473–1484      | Edward, Prinț de Wales 1473–1484      | Edward, Prinț de Wales 1473–1484      | Edward, Prinț de Wales 1473–1484      |                                     |                                     |                                     |                                     |                                     |                                     |  |  |  |  |  |  |  |  |  |  |  |  |  |  |  |  |  |  |  |  |  |  |  |  |

Blazonul lui Eduard al III-lea al Angliei

Geoffrey al V-lea conte de Anjou (1113-1151) ∞ 1128 Împărăteasa Matilda (1102-1162), fiica lui Henric I al Anglei
1. Henric al II-lea al Angliei (1133-1189), rege al Angliei din 1154 ∞ 1152 ducesa Eleonora de Aquitania (1122-1204)
1. Wiliam (1153-1156), duce de Normandia
2. Heinric (al III-lea) cel Tânăr (1155-1183), coregent al Angliei ∞ Margareta, fiica lui Ludovic al VIII-lea al Franței
3. Ducesa Matilda (1156-1189) ∞ Henric Leul, duce de Saxonia și Bavaria
4. Richard I al Angliei (1157-1199), rege din 1189, (Richard Inimă de Leu) ∞ Berenguela de Navara
5. Geoffrey duce de Bretania (1158-1186) ∞ Constanța, fiica lui Conan al IV-lea duce de Bretania
1. Eleonore (1184-1241)
2. Arthur I conte de Bretania (1187-1203?)
6. Eleonore Plantagenet (1162-1214) ∞ regele Alfons al VIII-lea al Castiliei
7. Ioana (1164/1165- 1199) ∞ 1. regele William al Siciliei; 2. contele Raimund al VI-lea de Toulouse
8. Ioan Fără de Țară (1167-1216), rege al Angliei din 1199 ∞ 1. Isabella FitzRobert; 2. (1200) Isabella von Angoulême (1189-1246)
1. Henric al III-lea al Angliei (1207-1272), rege al Angliei din 1216 ∞ 1236 Eleonore (1223-1291), fiică a contelui Berengar al V-lea de Provence
1. Eduard I al Angliei (1239-1307), rege al Angliei din 1272 ∞ 1254 Eleonore de Castilia (1241-1290)
din prima căsnicie:
1. Eleonore (1264-1297) ∞ 1. regele Alfons al III-lea de Aragón; 2. contele Henric al III-lea de Bar
2. Ioana de Acra (1272-1302) ∞ 1. Gilbert earl de Gloucester și Hertford; 2. Ralph Monthermer
3. Margaret (15 martie 1275-după 1333)
4. Mary (11 martie 1278-29 mai 1322)
5. Elizabeth of Rhuddlan (7 august 1282-5 mai 1316) ∞ 1. contele Ioan I de Olanda; 2. Humfred earl de Hertford și Essex
6. Eduard al II-lea al Angliei (1284-1327), rege al Angliei din 1307 ∞ 1308 Isabella a Franței (1292-1352)
1. Eduard al III-lea al Angliei (1312-1377), rege al Angliei din 1327 ∞ 1328 Philippa de Hennegau (1311-1369), întemeietorii casei de Lancaster și York
2. Ioan earl de Cornwall (1316-1336)
3. Eleonor (1318-1355) ∞ contele/ducele Rainald al II-lea de Geldern
4. Ioana (1321-1362) ∞ regele David al II-lea al Scoției
1. Eduard I al Angliei (1239-1307) ∞ 2. 1291 Margareta de Franța 
din cea de-a doua căsnicie:
1. Thomas (1300-1338)
2. Edmund (1303-1330)
3. Eleonor (1306-1322)
2. Margaret (1240–1275) ∞ regele Alexandru al III-lea al Scoției
3. Beatrice (1242–1277) ∞ contele Jean al II-lea de Bretania
4. Edmund Crouchback, earl de Leicester, Derby și Lancester (1245–1296) ∞ 1. Aveline de Forez; 2. Blanche de Artois. Linia întemeiată de Edmund, cea a earlilor de Lancaster, a dăinuit până în 1362.
5. Richard (mort înainte de 1256)
6. Henric (mort înainte de 1256)
7. John (mort înainte de 1256)
8. William (1251–1256)
9. Catherine (1253–1257)
2. Richard de Cornwall (1209-1272), rege al Sfântului Imperiu Roman ∞ 1. Isabella Marshal; 2. Sanchia de Provence; 3. Beatrice de Valkenburg
3. Ioana (1210-1238) ∞ Alexandru al II-lea de Scoția
4. Isabella (1214-1241) ∞ Frederic al II-lea, Împărat Roman
5. Eleonore (1215-1275) ∞ 1. Wiliam Marshal earl de Pembroke; 2. Simon al V-lea de Montfort